# Festival de la Canción de Eurovisión 2020
El LXV Festival de la Canción de Eurovisión iba a celebrarse en el Ahoy Rotterdam, Róterdam, Países Bajos, el 12, 14 y 16 de mayo de 2020, después de que Duncan Laurence ganase la edición de 2019 con la canción «Arcade». Sin embargo, el certamen fue cancelado debido a la pandemia de COVID-19. Habría sido la quinta vez que Países Bajos hubiera organizado el festival, algo que no sucedía desde el Festival de Eurovisión de 1980. Como alternativa, se emitió un programa especial desde Países Bajos, con los mismos presentadores y a puerta cerrada, llamado Europe Shine A Light, donde se visionaron extractos de todas las canciones participantes. Además, se editó el CD oficial con los temas de la edición, como todos los años.
Los presentadores del certamen iban a ser los cantantes y presentadores Edsilia Rombley, Chantal Janzen y Jan Smit. A su vez, el festival habría contado con la colaboración de la célebre youtuber neerlandesa Nikkie de Jager (NikkieTutorials), que habría hablado de lo ocurrido en el concurso a través de los canales oficiales, habría llevado a cabo una serie especial de YouTube en el backstage con los artistas participantes, habría informado desde la alfombra roja durante la ceremonia de apertura y habría participado en los 3 shows en directo.
El lema de esta edición iba a ser Open Up («Ábrete»). Con este eslogan se quería reflejar la apertura de mente de los Países Bajos de cara al mundo, invitando a las personas a abrirse a los demás, a las diferentes opiniones, a las historias que otras personas tienen que contar y, por supuesto, a todo tipo de música. El lema vino acompañado de un logo que fue revelado el 28 de noviembre, el cual simbolizaría la celebración de los 65 años del festival a través de una representación abstracta de los colores de las banderas de los 41 países participantes en 2020 en orden desde su primera participación en el certamen.
En esta edición del festival habrían participado 41 países en total, incluyendo Bulgaria y Ucrania, que regresarían después de su ausencia en 2019. Como contrapunto, Hungría y Montenegro confirmaron su retirada.
Finalmente el año siguiente se celebró en la misma ciudad el Festival de la Canción de Eurovisión 2021.

## Organización

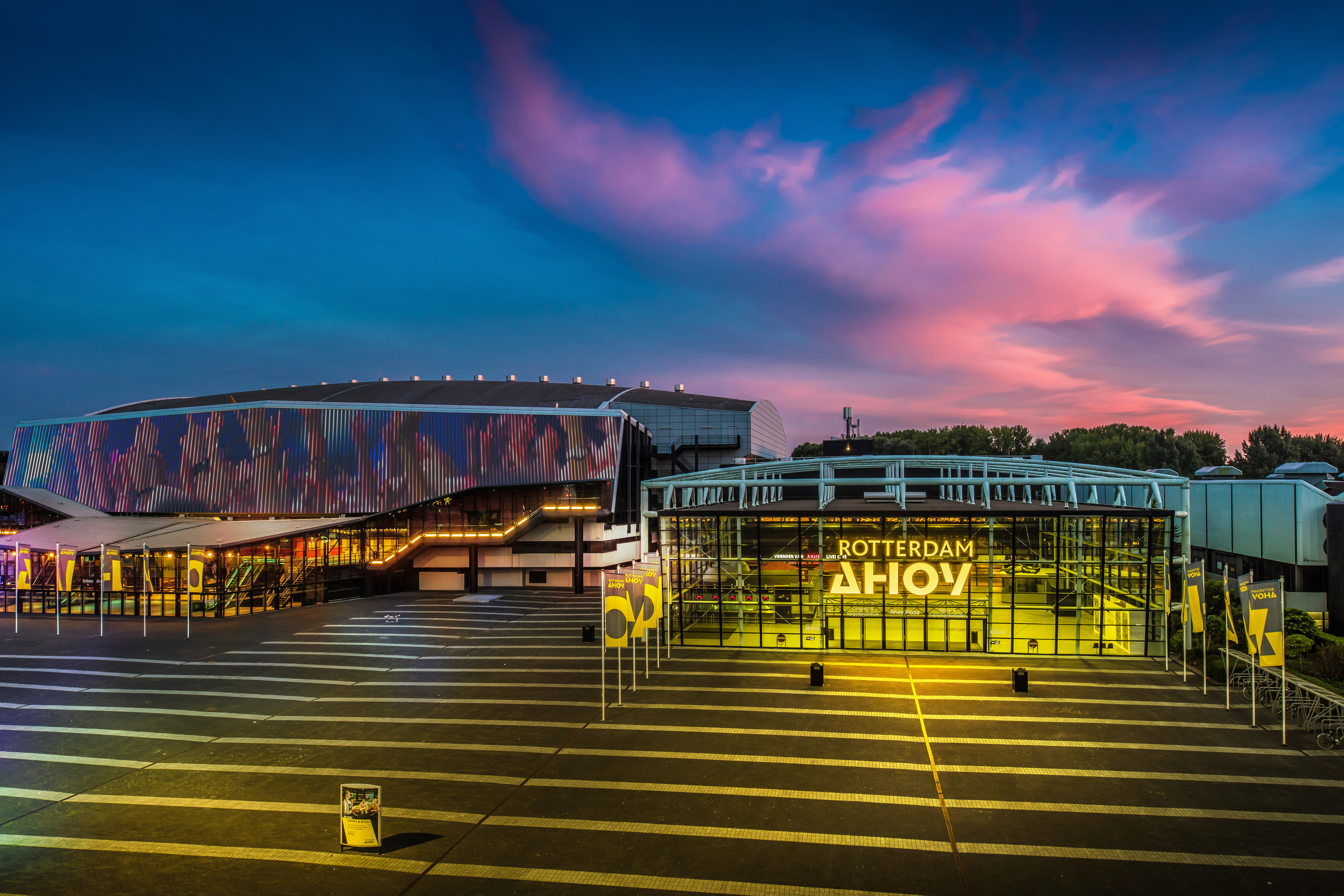
Ahoy Rotterdam, la sede del Festival de la Canción de Eurovisión 2020.

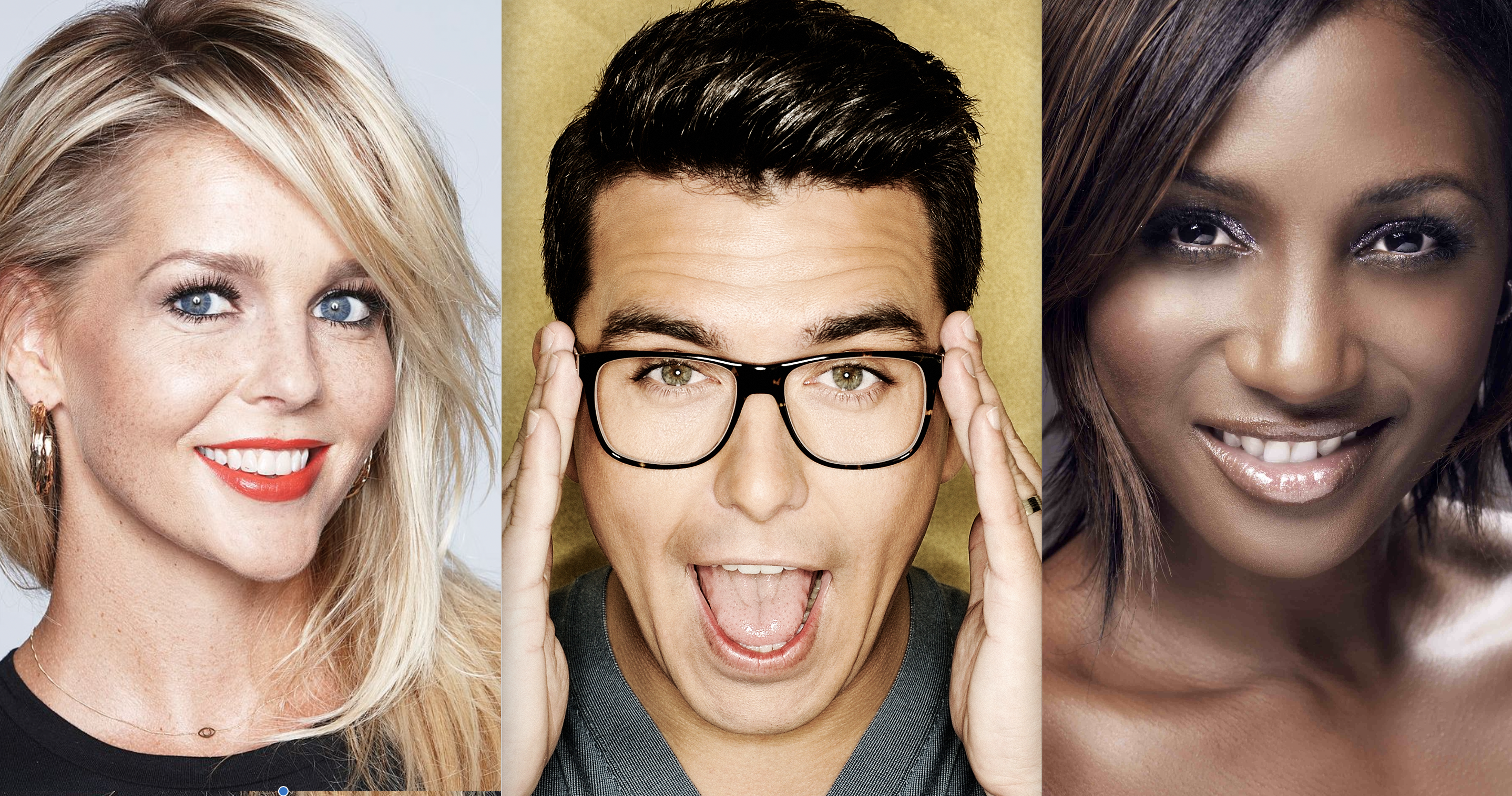
Los presentadores del Festival de la Canción de Eurovisión 2020, Chantal Janzen, Jan Smit y Edsilia Rombley.

El supervisor ejecutivo del Festival de la Canción de Eurovisión, Jon Ola Sand, entregó en la rueda de prensa del ganador de la edición de 2019 un "kit de herramientas (compuesto de una carpeta y una unidad USB) para comenzar el trabajo necesario para albergar el festival". También dijo que las reuniones con la televisión anfitriona comenzarían en junio de 2019, pues no es el primer festival que se organiza en Países Bajos, pero sí es el primero que organiza AVROTROS, que tiene los derechos del certamen desde 2014 y no ha tenido oportunidad de organizarlo hasta ahora. Además, llevaría a cabo dicha producción junto a NOS y NPO, asumiendo cada uno un rol diferente en la misma.

### Sede del festival
En mayo de 2019, según informaciones del primer ministro neerlandés, Mark Rutte, numerosas alcaldías se interesaron por proponer candidaturas como sedes para el Festival de Eurovisión 2020. Inicialmente, Zwolle también expresó su intención de albergar el evento, pero finalmente decidió desmarcarse del proceso de selección debido a que su recinto, el IJsselhallen, fue considerado "inadecuado".
El 5 de julio de 2019, la capital Ámsterdam, que ya había sido sede en 1970 del festival, se retiró de la candidatura, por aludir que tenía todos sus grandes espacios reservados en mayo de 2020, además de una fuerte saturación turística que no aprovecharía la potencialidad del festival. Este hecho se interpretó asimismo como un deseo para visibilizar otras ciudades neerlandesas como centros turísticos. El 10 de julio de 2019 se cerró el plazo para que las ciudades presentaran formalmente su candidatura, y dar así comienzo al proceso formal de licitación. Las ciudades que presentaron su candidatura formal dentro del plazo fueron cinco: Arnhem, Bolduque, Maastricht, Róterdam y Utrecht. El 16 de julio de 2019, el comité organizador determinó que las candidaturas de Maastricht y Róterdam eran las únicas que cumplían todos los requisitos en cuanto a instalaciones, capacidad hotelera y disposición económica, por lo que se comunicó que se trataba de las dos ciudades finalistas con posibilidades de albergar el certamen. Finalmente, el 30 de agosto se desveló que Róterdam albergaría el festival.

#### Candidaturas oficiales
Ciudades finalistas      Ciudad sede      Ciudad eliminada en primera fase
| Ciudad     | Recinto                        | Capacidad | Notas | Ref.          |
| ---------- | ------------------------------ | --------- | --- | ------------- |
| Arnhem     | GelreDome                      | 41.000    | Candidatura conjunta con Nimega y la región Veluwe. Estadio con techo retráctil, sede de la Eurocopa 2000. | [ 17 ]        |
| Bolduque   | Brabanthallen 's-Hertogenbosch | >11.000   | Candidatura conjunta con Breda por la Provincia de Brabante Septentrional. | [ 17 ] [ 18 ] |
| Maastricht | MECC Maastricht                | 20.000    | Candidatura apoyada por la Provincia de Limburgo. | [ 17 ] [ 19 ] |
| Róterdam   | Rotterdam Ahoy                 | 16.000    | Sede del Festival de la Canción de Eurovisión Junior 2007; del Nationaal Songfestival en 2000, 2001 y 2003; y de los MTV Europe Music Awards en 1997 y 2016. Candidatura apoyada por la Provincia de Holanda Meridional y los municipios de Dordrecht y La Haya. | [ 17 ]        |
| Utrecht    | Jaarbeurs                      | 11.000    | Sede del Nationaal Songfestival en 1974 y 1975. | [ 17 ]        |

### Fechas
El 30 de agosto de 2019, en el mismo anuncio en el que se confirmó que Róterdam sería la ciudad sede, se desvelaron las fechas de las semifinales, que se fijaron para el 12 y el 14 de mayo de 2020, y la de la final, que sería el 16 de mayo.

### Identidad visual
Como es costumbre, como acompañamiento del isotipo genérico de Eurovisión, la organización de esta edición creó una identidad visual propia para el desarrollo del Festival, la cual fue presentada el 28 de noviembre de 2019. El emblema principal de esta identidad gráfica es una forma circular concéntrica que incluye los colores de las banderas de los 41 países participantes en 2020 en orden (siguiendo el sentido del reloj) desde su primera participación en el certamen. El logotipo acompaña al lema «Open up» («Ábrete» en español). La infografía, la decoración y el merchandising entre otros aspectos girarían en torno a este concepto artístico.
El diseño del escenario fue encargado al escenógrafo alemán Florian Wieder, quien ya había estado detrás de la creación de los escenarios de Eurovisión en seis ocasiones (2011, 2012, 2015, 2017, 2018 
y 2019), además de trabajar en varias galas de la MTV o los Premios Primetime Emmy, entre otros. Según palabras del diseñador, el escenario se inspira en la identidad «Open up» y en el típico paisaje neerlandés caracterizado por su horizonte llano y abierto, con el suelo del escenario combinando distintas plataformas y pasarelas inspiradas en los canales y puentes que son asimismo característicos del paisaje. La denominada Green Room (el lugar donde los artistas esperan los resultados tras su actuación) estaría situada en el mismo recinto, dentro de la platea entre el público asistente.
Durante el festival, cada actuación estaría precedida por un breve vídeo de introducción (conocido como «postcard» o «postal»). Los vídeos, grabados en diversas localizaciones de los Países Bajos, mostrarían a los artistas participantes realizando una actividad, tradición o afición de las que se llevan a cabo en el país.

### Actos de apertura e intervalo
La segunda semifinal se habría abierto con una actuación del breakdancer Redo y la final, con un desfile de banderas en el que se habría presentado a los veintiséis finalistas acompañados por la música producida por el DJ Pieter Gabriel de 15 años. Asimismo, una orquesta sinfónica de sesenta y cinco jóvenes músicos de los Países Bajos, específicamente formados para esta ocasión, estaba programada para actuar en la final, además de DJ Afrojack y la cantante Glennis Grace, habiendo esta última la representante de los Países Bajos en 2005. Este acto de intervalo habría incluido cuarenta bailarines y un coro góspel de veinticinco personas. También, la final habría contado con actuaciones de ocho ganadores de Eurovisión: Gigliola Cinquetti con «Non ho l'età», Lenny Kuhr con «De troubadour», Getty Kaspers (de Teach-In) con «Ding-a-dong», Sandra Kim con «J'aime la vie», Paul Harrington y Charlie McGettigan con «Rock 'n' Roll Kids», Alexander Rybak con «Fairytale» y Duncan Laurence con «Arcade».

### Álbum oficial
A pesar de la cancelación del festival, la UER confirmó que el álbum con las 41 canciones de la edición, llamado Eurovision Song Contest: Rotterdam 2020, sería puesto a la venta. En principio, Universal Music Group lo iba a lanzar el 17 de abril, pero la fecha fue aplazada hasta el 15 de mayo.

## Países participantes
El 13 de noviembre de 2019, la UER anunció que 41 serían los países que participarían en el concurso, con la ausencia de Hungría y Montenegro.

### Canciones y selección
| País y TV                 | Título original de la canción     | Artista(s)                                                   | Proceso y fecha de selección |
| País y TV                 | Traducción al español             | Idioma(s)                                                    | Proceso y fecha de selección |
| ------------------------- | --------------------------------- | ------------------------------------------------------------ | --- |
| Albania RTSH              | «Fall From The Sky»               | Arilena Ara                                                  | Festivali i Këngës 58, 22-12-2019 (Presentación de la versión final, 10-03-2020)                                                |
| Albania RTSH              | «Caída del cielo»                 | Inglés                                                       | Festivali i Këngës 58, 22-12-2019 (Presentación de la versión final, 10-03-2020)                                                |
| Alemania NDR              | «Violent Thing»                   | Ben Dolic                                                    | Elección interna, 27-02-2020 (Presentación de la versión final, 26-04-2020)                                                     |
| Alemania NDR              | «Asunto violento»                 | Inglés                                                       | Elección interna, 27-02-2020 (Presentación de la versión final, 26-04-2020)                                                     |
| Armenia AMPTV             | «Chains on You»                   | Athena Manoukian                                             | Depi Evratesil 2020, 15-02-2020 (Presentación de la versión final, 13-03-2020)                                                  |
| Armenia AMPTV             | «Encadenarte»                     | Inglés                                                       | Depi Evratesil 2020, 15-02-2020 (Presentación de la versión final, 13-03-2020)                                                  |
| Australia SBS             | «Don’t Break Me»                  | Montaigne                                                    | Australia Decides 2020, 08-02-2020                                                                                              |
| Australia SBS             | «No me rompas»                    | Inglés                                                       | Australia Decides 2020, 08-02-2020                                                                                              |
| Austria ORF               | «Alive»                           | Vincent Bueno                                                | Elección interna, 12-12-2019 (Presentación de la canción, 05-03-2020)                                                           |
| Austria ORF               | «Vivo»                            | Inglés                                                       | Elección interna, 12-12-2019 (Presentación de la canción, 05-03-2020)                                                           |
| Azerbaiyán İTV            | «Cleopatra»                       | Samira Efendi                                                | Elección interna, 28-02-2020 (Presentación de la canción, 10-03-2020)                                                           |
| Azerbaiyán İTV            | —                                 | Inglés y japonés                                             | Elección interna, 28-02-2020 (Presentación de la canción, 10-03-2020)                                                           |
| Bélgica VRT               | «Release Me»                      | Hooverphonic                                                 | Elección interna, 01-10-2019 (Presentación de la canción, 17-02-2020)                                                           |
| Bélgica VRT               | «Libérame»                        | Inglés                                                       | Elección interna, 01-10-2019 (Presentación de la canción, 17-02-2020)                                                           |
| Bielorrusia BRTC          | «Da Vidna» (Да вiдна)             | VAL                                                          | Natsionalniy Otbor 2020, 28-02-2020                                                                                             |
| Bielorrusia BRTC          | «Antes del amanecer»              | Bielorruso                                                   | Natsionalniy Otbor 2020, 28-02-2020                                                                                             |
| Bulgaria BNT              | «Tears Getting Sober»             | Victoria Georgieva                                           | Elección interna, 25-11-2019 (Presentación de la canción, 07-03-2020)                                                           |
| Bulgaria BNT              | «Lágrimas que se vuelven sobrias» | Inglés                                                       | Elección interna, 25-11-2019 (Presentación de la canción, 07-03-2020)                                                           |
| Chipre CyBC               | «Running»                         | Sandro Nicolas                                               | Elección interna, 29-11-2019 (Presentación de la canción, 06-03-2020)                                                           |
| Chipre CyBC               | «Corriendo»                       | Inglés                                                       | Elección interna, 29-11-2019 (Presentación de la canción, 06-03-2020)                                                           |
| Croacia HRT               | «Divlji vjetre»                   | Damir Kedžo                                                  | Dora 2020 29-02-2020 (Presentación de la versión final, 16-03-2020)                                                             |
| Croacia HRT               | «Vientos salvajes»                | Croata                                                       | Dora 2020 29-02-2020 (Presentación de la versión final, 16-03-2020)                                                             |
| Dinamarca DR              | «Yes»                             | Ben & Tan                                                    | Dansk Melodi Grand Prix 2020, 07-03-2020                                                                                        |
| Dinamarca DR              | «Sí»                              | Inglés                                                       | Dansk Melodi Grand Prix 2020, 07-03-2020                                                                                        |
| Eslovenia RTVSLO          | «Voda»                            | Ana Soklič                                                   | Evrovizijska Melodija 2020, 22-02-2020 (Presentación de la versión final, 20-03-2020)                                           |
| Eslovenia RTVSLO          | «Agua»                            | Esloveno                                                     | Evrovizijska Melodija 2020, 22-02-2020 (Presentación de la versión final, 20-03-2020)                                           |
| España RTVE               | «Universo»                        | Blas Cantó                                                   | Elección interna, 05-10-2019 (Presentación de la canción, 30-01-2020)                                                           |
| España RTVE               | —                                 | Español                                                      | Elección interna, 05-10-2019 (Presentación de la canción, 30-01-2020)                                                           |
| Estonia ERR               | «What Love Is»                    | Uku Suviste                                                  | Eesti Laul 2020, 29-02-2020 |
| Estonia ERR               | «Lo que es el amor»               | Inglés                                                       | Eesti Laul 2020, 29-02-2020 |
| Finlandia Yle             | «Looking Back»                    | Aksel Kankaanranta                                           | Uuden Musikiin Kilpailu 2020, 07-03-2020                                                                                        |
| Finlandia Yle             | «Mirar atrás»                     | Inglés                                                       | Uuden Musikiin Kilpailu 2020, 07-03-2020                                                                                        |
| Francia FTV               | «Mon Alliée (The Best in Me)»     | Tom Leeb                                                     | Elección interna, 14-01-2020 (Presentación de la canción, 16-02-2020) (Presentación de la versión final, 03-04-2020)            |
| Francia FTV               | «Mi aliada (Lo mejor de mí)»      | Francés e inglés                                             | Elección interna, 14-01-2020 (Presentación de la canción, 16-02-2020) (Presentación de la versión final, 03-04-2020)            |
| Georgia GPB               | «Take Me As I Am»                 | Tornike Kipiani                                              | Georgian Idol 2020, 31-12-2019 (Presentación de la canción, 03-03-2020)                                                         |
| Georgia GPB               | «Acéptame como soy»               | Inglés, italiano, español, francés y alemán                  | Georgian Idol 2020, 31-12-2019 (Presentación de la canción, 03-03-2020)                                                         |
| Grecia ERT                | «Superg!rl»                       | Stefania Liberakakis                                         | Elección interna, 03-02-2020 (Presentación de la canción, 01-03-2020) (Presentación de la versión final, 18-05-2020)            |
| Grecia ERT                | «Superch!ca»                      | Inglés                                                       | Elección interna, 03-02-2020 (Presentación de la canción, 01-03-2020) (Presentación de la versión final, 18-05-2020)            |
| Irlanda RTÉ               | «Story Of My Life»                | Lesley Roy                                                   | Elección interna, 05-03-2020 |
| Irlanda RTÉ               | «Historia de mi vida»             | Inglés                                                       | Elección interna, 05-03-2020 |
| Islandia RÚV              | «Think About Things»              | Daði & Gagnamagnið                                           | Söngvakeppnin 2020, 29-02-2020                                                                                                  |
| Islandia RÚV              | «Piensas sobre las cosas»         | Inglés                                                       | Söngvakeppnin 2020, 29-02-2020                                                                                                  |
| Israel IPBC               | «Feker Libi» (ፍቅር ልቤ)             | Eden Alene                                                   | HaKokhav Haba L'Eurovizion 2020, 04-02-2020 (Elección de la canción, 03-03-2020) (Presentación de la versión final, 11-03-2020) |
| Israel IPBC               | «Mi amor»                         | Inglés, amhárico, hebreo, árabe y lengua construida africana | HaKokhav Haba L'Eurovizion 2020, 04-02-2020 (Elección de la canción, 03-03-2020) (Presentación de la versión final, 11-03-2020) |
| Italia RAI                | «Fai rumore»                      | Diodato                                                      | Sanremo 2020, 08-02-2020 |
| Italia RAI                | «Haz ruido»                       | Italiano                                                     | Sanremo 2020, 08-02-2020 |
| Letonia LTV               | «Still Breathing»                 | Samanta Tīna                                                 | Supernova 2020, 08-02-2020 |
| Letonia LTV               | «Aún respiro»                     | Inglés                                                       | Supernova 2020, 08-02-2020 |
| Lituania LRT              | «On Fire»                         | The Roop                                                     | Pabandom Iš Naujo 2020, 15-02-2020                                                                                              |
| Lituania LRT              | «En llamas»                       | Inglés                                                       | Pabandom Iš Naujo 2020, 15-02-2020                                                                                              |
| Macedonia del Norte MKRTV | «You»                             | Vasil Garvanliev                                             | Elección interna, 15-01-2020 (Presentación de la canción, 08-03-2020)                                                           |
| Macedonia del Norte MKRTV | «Tú»                              | Inglés                                                       | Elección interna, 15-01-2020 (Presentación de la canción, 08-03-2020)                                                           |
| Malta PBS                 | «All Of My Love»                  | Destiny Chukunyere                                           | X Factor Malta II, 08-02-2020 (Presentación de la canción, 09-03-2020)                                                          |
| Malta PBS                 | «Todo mi amor»                    | Inglés                                                       | X Factor Malta II, 08-02-2020 (Presentación de la canción, 09-03-2020)                                                          |
| Moldavia TRM              | «Prison»                          | Natalia Gordienco                                            | O Melodie Pentru Europa 2020, 29-02-2020                                                                                        |
| Moldavia TRM              | «Prisión»                         | Inglés                                                       | O Melodie Pentru Europa 2020, 29-02-2020                                                                                        |
| Noruega NRK               | «Attention»                       | Ulrikke Brandstorp                                           | Melodi Grand Prix 2020, 15-02-2020                                                                                              |
| Noruega NRK               | «Atención»                        | Inglés                                                       | Melodi Grand Prix 2020, 15-02-2020                                                                                              |
| Países Bajos AVROTROS     | «Grow»                            | Jeangu Macrooy                                               | Elección interna, 10-01-2020 (Presentación de la canción, 04-03-2020)                                                           |
| Países Bajos AVROTROS     | «Crecer»                          | Inglés                                                       | Elección interna, 10-01-2020 (Presentación de la canción, 04-03-2020)                                                           |
| Polonia TVP               | «Empires»                         | Alicja Szemplińska                                           | Szansa na Sukces 2020, 23-02-2020                                                                                               |
| Polonia TVP               | «Imperios»                        | Inglés                                                       | Szansa na Sukces 2020, 23-02-2020                                                                                               |
| Portugal RTP              | «Medo de Sentir»                  | Elisa Silva                                                  | Festival da Canção 2020, 07-03-2020                                                                                             |
| Portugal RTP              | «Miedo de sentir»                 | Portugués                                                    | Festival da Canção 2020, 07-03-2020                                                                                             |
| Reino Unido BBC           | «My Last Breath»                  | James Newman                                                 | Elección interna, 27-02-2020 |
| Reino Unido BBC           | «Mi último aliento»               | Inglés                                                       | Elección interna, 27-02-2020 |
| República Checa ČT        | «Kemama»                          | Benny Cristo                                                 | Eurovision Song CZ 2020, 03-02-2020 (Presentación de la versión final, 16-03-2020)                                              |
| República Checa ČT        | —                                 | Inglés                                                       | Eurovision Song CZ 2020, 03-02-2020 (Presentación de la versión final, 16-03-2020)                                              |
| Rumanía TVR               | «Alcohol You»                     | Roxen                                                        | Final nacional, 01-03-2020 (Cantante elegido internamente, 11-02-2020) (Presentación de la versión final, 10-03-2020)           |
| Rumanía TVR               | «Te llamaré»                      | Inglés                                                       | Final nacional, 01-03-2020 (Cantante elegido internamente, 11-02-2020) (Presentación de la versión final, 10-03-2020)           |
| Rusia C1R                 | «Uno»                             | Little Big                                                   | Elección interna, 02-03-2020 (Presentación de la canción, 12-03-2020)                                                           |
| Rusia C1R                 | —                                 | Inglés y español                                             | Elección interna, 02-03-2020 (Presentación de la canción, 12-03-2020)                                                           |
| San Marino SMRTV          | «Freaky!»                         | Senhit                                                       | Digital Battle Eurovision, 09-03-2020 (Cantante elegida internamente, 06-03-2020)                                               |
| San Marino SMRTV          | «¡Friki!»                         | Inglés                                                       | Digital Battle Eurovision, 09-03-2020 (Cantante elegida internamente, 06-03-2020)                                               |
| Serbia RTS                | «Hasta La Vista»                  | Hurricane                                                    | Beovizija 2020, 01-03-2020 |
| Serbia RTS                | —                                 | Serbio, español e inglés                                     | Beovizija 2020, 01-03-2020 |
| Suecia SVT                | «Move»                            | The Mamas                                                    | Melodifestivalen 2020, 07-03-2020                                                                                               |
| Suecia SVT                | «Múevete»                         | Inglés                                                       | Melodifestivalen 2020, 07-03-2020                                                                                               |
| Suiza SRG SSR             | «Répondez-moi»                    | Gjon's Tears                                                 | Elección interna, 04-03-2020 |
| Suiza SRG SSR             | «Respondedme»                     | Francés                                                      | Elección interna, 04-03-2020 |
| Ucrania UA:PBC            | «Solovey» (Соловей)               | Go_A                                                         | Vidbir 22-02-2020 (Presentación de la versión final, 07-03-2020)                                                                |
| Ucrania UA:PBC            | «Ruiseñor»                        | Ucraniano                                                    | Vidbir 22-02-2020 (Presentación de la versión final, 07-03-2020)                                                                |

### Artistas que habrían regresado
- Vincent Bueno: Fue corista de Nathan Trent, representante de Austria en 2017.
- Stefania Liberakakis: En 2016, Stefania representó a los Países Bajos en el Festival de Eurovisión Junior como miembro del grupo Kisses. Quedaron en 8ª posición en el certamen celebrado en La Valeta, Malta.
- Vasil Garvanliev: Fue uno de los coristas de Tamara Todevska, representante de Macedonia del Norte en 2019.
- Destiny Chukunyere: En 2015, Destiny representó a Malta en el Festival de Eurovisión Junior. Quedó en 1ª posición en el certamen celebrado en Sofía, Bulgaria. Además, fue corista fuera de escena de Michela Pace, representante de Malta en 2019.
- Natalia Gordienko: En 2006, Natalia representó a Moldavia en Eurovisión junto con Arsenium. Quedaron en 20.ª posición en el certamen celebrado en Atenas, Grecia.
- Senhit: Representó a San Marino en 2011.
- Sanja Vučić: En 2016, Sanja, una de las componentes de Hurricane, representó a Serbia en Eurovisión como vocalista del grupo ZAA. Quedaron en 18.ª posición en el certamen celebrado en Estocolmo, Suecia.
- Ksenija Knežević: En 2015, Ksenija fue corista de su padre, Knez, cuando este representó a Montenegro en Eurovisión. Ese año, Montenegro consiguió un 13.er puesto en Viena, Austria.
- The Mamas: En 2019, hicieron los coros de «Too Late for Love», la canción con la que John Lundvik consiguió un 5º puesto para Suecia en Tel Aviv.

### Sorteo de semifinales
El sorteo para determinar la ubicación de los países participantes en cada una de las semifinales se celebró el 28 de enero de 2020 en el Ayuntamiento de Róterdam. Los 35 países semifinalistas se repartieron en 5 bombos, basándose en tendencias históricas en las votaciones. El sorteo también determinó qué semifinal retransmitiría y en qué semifinal votaría cada uno de los países pertenecientes al Big Five (Alemania, España, Francia, Italia y Reino Unido), así como el país anfitrión (Países Bajos).
| Bombo 1                                                                          | Bombo 2                                                                     | Bombo 3                                                                     | Bombo 4                                                                | Bombo 5                                                                       |
| -------------------------------------------------------------------------------- | --------------------------------------------------------------------------- | --------------------------------------------------------------------------- | ---------------------------------------------------------------------- | ----------------------------------------------------------------------------- |
| - Albania - Austria - Croacia - Eslovenia - Macedonia del Norte - Serbia - Suiza | - Australia - Dinamarca - Estonia - Finlandia - Islandia - Noruega - Suecia | - Armenia - Azerbaiyán - Bielorrusia - Georgia - Moldavia - Rusia - Ucrania | - Bulgaria - Chipre - Grecia - Malta - Portugal - Rumania - San Marino | - Bélgica - República Checa - Irlanda - Israel - Letonia - Lituania - Polonia |

| 1.ª semifinal 12 de mayo de 2020                                                            | 1.ª semifinal 12 de mayo de 2020                                                 | 2.ª semifinal 14 de mayo de 2020                                                             | 2.ª semifinal 14 de mayo de 2020                                                      |
| ------------------------------------------------------------------------------------------- | -------------------------------------------------------------------------------- | -------------------------------------------------------------------------------------------- | ------------------------------------------------------------------------------------- |
| 1ª mitad: Macedonia del Norte Bielorrusia Lituania Suecia Eslovenia Australia Irlanda Rusia | 2ª mitad: Noruega Chipre Croacia Azerbaiyán Malta Israel Ucrania Rumanía Bélgica | 1ª mitad: Austria Moldavia Polonia San Marino Serbia Islandia República Checa Grecia Estonia | 2ª mitad: Dinamarca Bulgaria Suiza Finlandia Armenia Letonia Georgia Portugal Albania |
| Con derecho a voto: Alemania Italia Países Bajos                                            | Con derecho a voto: Alemania Italia Países Bajos                                 | Con derecho a voto: España Francia Reino Unido                                               | Con derecho a voto: España Francia Reino Unido                                        |

## Otros países

### Miembros activos de la UER
- Andorra (RTVA): En marzo de 2019,  la radiodifusora andorrana declaró que estaban abiertos a cooperar con la radiodifusora catalana Televisió de Catalunya (TVC) para participar en ediciones futuras. Las dos radiodifusoras ya habían cooperado anteriormente cuando Andorra debutó en el Festival de la Canción de Eurovisión 2004.[108] Sin embargo, el 22 de mayo de 2019, RTVA confirmó que no participarían en 2020.[109]
- Bosnia y Herzegovina (BHRT): El 28 de diciembre de 2018, la jefa de delación de Bosnia y Herzegovina, Lejla Babović, declaró que regresar al concurso era su principal objetivo, pero su situación financiera, la deuda con la UER y la falta de financiación dificultaría su regreso en 2020.[110]
- Eslovaquia (RTVS): El 5 de junio de 2019, anunciaron que no participarían en el certamen debido a un bajo interés por parte del público eslovaco. Su última participación fue en 2012.
- Hungría (MTVA): Los rumores de la retirada de Hungría del festival comenzaron el 18 de octubre de 2019, cuando su televisión pública, MTVA, anunció las reglas para poder participar en la final nacional (A Dal) que, hasta 2019, era usada para seleccionar al representante húngaro en Eurovisión. Sin embargo, en 2020, A Dal no tendría ninguna relación con Eurovisión,[111] lo que levantó las sospechas sobre una posible retirada de Hungría de Eurovisión 2020.[112] Estas sospechas fueron confirmadas el 13 de noviembre con el anuncio de los países que participarían finalmente.
- Luxemburgo (RTL) : A pesar de que Luxemburgo no ha participado en la competición desde 1993, ha habido rumores sobre su regreso al concurso. En mayo de 2019, Anne-Marie David, ganadora del Festival de la Canción de Eurovisión 1973 por Luxemburgo, expresó su voluntad para que el país volviera a la competición, del mismo modo que también lo pidieron numerosos seguidores a RTL y a la Cámara de Diputados de Luxemburgo. En años anteriores, RTL había declarado que no regresarían al concurso debido a problemas financieros y a la creencia de que las naciones más pequeñas no tienen éxito en las ediciones actuales de Eurovisión.[113]
- Mónaco (TMC): En agosto de 2019, la radiodifusora monegasca TMC confirmó que no participará en el certamen. Mónaco participó por última vez en 2006.
- Montenegro (RTCG): A pesar de haber confirmado su participación, el 8 de noviembre de 2019 la televisión pública montenegrina anunció su retirada del certamen por "no poder cumplir los requisitos necesarios" establecidos por la UER.[114] Sin embargo, al día siguiente, la noticia fue desmentida por parte de Božidar Šundić, el director de la RTCG, quien emplazaría la respuesta a la siguiente reunión del Consejo de la corporación pública.[115] A pesar de ello, en el anuncio de los países que participarían finalmente, emitido el 13 de noviembre, no figuraba Montenegro.
- Turquía (TRT): En agosto de 2018, el director general de la radiodifusora turca TRT, İbrahim Eren, declaró que no consideran regresar por el sistema de votación y porque «no pueden emitir» en un horario en el que los niños están despiertos «a alguien como al representante austriaco barbudo con falda, que no cree en los géneros, y se considera hombre y mujer a la vez», en alusión a la ganadora de Eurovisión 2014 Conchita Wurst. Añadió haber trasladado a la UER que «se habían desviado de sus valores», y que como resultado «otros países también han dejado Eurovisión», diciendo que «hay un caos mental en la UER por sus dirigentes».[116] La UER contestó que el festival «tiene una larga y orgullosa tradición en valores como la diversidad y la inclusión a través de la música», añadiendo que «Turquía ha hecho una gran contribución en el pasado a Eurovisión» y que «serán muy bienvenidos si deciden regresar en el futuro».[117] Finalmente, Turquía tampoco participaría en esta edición.[118]

### Miembros asociados de la UER
- Kazajistán (Khabar Agency/Channel 31): El 22 de noviembre de 2018, Jon Ola Sand, el supervisor ejecutivo del concurso, declaró que la participación de Kazajistán en el concurso necesita ser debatida por el grupo de referencia del concurso. Kazajistán anteriormente había sido invitado para participar en el Festival de la Canción de Eurovisión Junior 2018 y 2019 por el grupo de referencia de dicho concurso, aunque aquello no tendría ningún efecto en su participación en el concurso principal.[119]

### Países no miembros de la UER
- Kosovo (RTK): Mentor Shala, el director general de RTK, declaró que la radiodifusora continuaba con su voluntad para entrar en la UER y que esperaba debutar en Eurovisión 2020. RTK sigue en conversaciones con la UER con respecto a su posible membresía.[120] La votación de la UER sobre la membresía plena de RTK tuvo lugar en junio de 2019, cuya aprobación permitiría a la emisora debutar en el concurso en 2020 o en un futuro próximo.[121] Sin embargo, la mayoría de sus miembros votaron en contra.[122]

## Incidentes

### Impactos de la pandemia de COVID-19
En 2020, la pandemia de COVID-19 originada en China y su propagación a otros países del mundo plantearon serias dudas sobre la puesta en marcha del Festival de Eurovisión. El 6 de marzo, NPO, la emisora neerlandesa, declaró que "los organizadores de Eurovisión seguirían los consejos de las autoridades sanitarias al decidir qué forma tomaría el evento, que se celebrará del 12 al 16 de mayo".
En marzo, las autoridades en Dinamarca instaron a la cancelación de eventos con más de 1.000 espectadores para limitar la propagación del virus, lo que ocasionó que la final nacional danesa se llevara a cabo a puerta cerrada. Asimismo, representantes de Suecia,  
Finlandia, Israel, Suiza, Italia y Grecia se retiraron de la reunión de Jefes de Delegación el 9 de marzo. Jon Ola Sand asistió a la reunión de forma remota después de que se impusiera una restricción de viaje al personal de la UER hasta el 13 de marzo después de que un empleado contrajera el virus.
Por su parte, Eden Alene, la representante israelí, reveló que no viajaría a los Países Bajos para filmar su postal como precaución por el COVID-19, mientras que los representantes lituanos The Roop también cancelaron tanto los planes de viaje para filmar su postal como su participación en fiestas previas al concurso en Londres y Ámsterdam. La representante búlgara Victoria Georgieva también canceló su participación en dichos conciertos previos.
El 13 de marzo, Eurovision-Spain, organizadores de la pre-party prevista para el 10 y 11 de abril en Madrid, anunciaron que sería pospuesta debido a amenazas del virus hasta nuevo aviso. El mismo día, los organizadores de "Israel Calling", un evento del mismo tipo que sería celebrado en Tel Aviv, anunciaron que sería cancelado. El 16 de marzo, los organizadores de "Eurovision in concert" y "London Eurovision Party", llevados a cabo anualmente en Ámsterdam y Londres, respectivamente, anunciaron que serían también suspendidos hasta nuevo aviso.
Finalmente, el 18 de marzo, la Unión Europea de Radiodifusión anunció que el concurso sería cancelado debido al riesgo que suponía celebrar el festival con la incertidumbre provocada por el coronavirus. Aun así, la UER, NPO, NOS, AVROTROS y la ciudad de Róterdam continuarían en conversaciones para intentar mantener su papel de anfitrión de cara al Festival de la Canción de Eurovisión 2021. Igualmente, el grupo de referencia decidió que la posible participación de los artistas seleccionados en 2020 para el siguiente año dependería de las televisiones públicas de cada país, mientras que las canciones de 2020 quedaban todas descartadas por el incumplimiento de las reglas del festival, que impiden la participación de canciones publicadas antes de cierta fecha.
En cuanto al estadio que habría albergado el festival, el Ahoy Arena, sirvió como centro de atención temporal durante la pandemia debido a la escasez de camas de hospital en los Países Bajos.

## Alternativas
Tras la cancelación de la edición, algunas de las televisiones públicas participantes llevaron a cabo varias propuestas alternativas tanto a través de la televisión como de Internet. Además, la Unión Europea de Radiodifusión puso en marcha un formato especial para las televisiones, otro para Internet y una serie de conciertos en línea en los que intervendrían participantes y exparticipantes del festival.

### A nivel europeo

#### Eurovision Song Celebration 2020
En las mismas fechas que se habrían celebrado las semifinales (12 y 14 de mayo), la UER pondría en marcha dos programas llamados Eurovision Song Celebration 2020, los cuales se emitirían a través del canal oficial de YouTube a las 21:00 CET y serían presentados por Janouk Kelderman. Sin ser de carácter competitivo, las 41 canciones serían reproducidas siguiendo el orden oficial decidido por los productores, incluyendo las del anfitrión y el Big 5 de acuerdo con la semifinal en la que les habría tocado votar. Cabe destacar que, en esta ocasión, el repaso de todas las actuaciones que se muestra anualmente mientras las líneas de televoto están abiertas, sería llevado a cabo por los eurofans, que podrían grabarse cantando, bailando o divirtiéndose con sus canciones favoritas. Además, incluiría vídeos con algunos representantes interpretando un fragmento de sus canciones en otro género musical o en su idioma materno, con las tres canciones favoritas de la historia del festival de estos, con tours por sus casas y con youtubers reaccionando a las candidaturas.

##### Eurovision Song Celebration 2020: Parte 1
| #  | País                | Intérprete(s)  | Canción            |
| -- | ------------------- | -------------- | ------------------ |
| 01 | Suecia              | The Mamas      | «Move»             |
| 02 | Bielorrusia         | VAL            | «Da Vidna»         |
| 03 | Australia           | Montaigne      | «Don't Break Me»   |
| 04 | Macedonia del Norte | Vasil          | «You»              |
| 05 | Eslovenia           | Ana Soklič     | «Voda»             |
| 06 | Lituania            | The Roop       | «On Fire»          |
| 07 | Irlanda             | Lesley Roy     | «Story Of My Life» |
| 08 | Rusia               | Little Big     | «Uno»              |
| 09 | Bélgica             | Hooverphonic   | «Release Me»       |
| 10 | Malta               | Destiny        | «All Of My Love»   |
| 11 | Croacia             | Damir Kedžo    | «Divlji vjetre»    |
| 12 | Azerbaiyán          | Efendi         | «Cleopatra»        |
| 13 | Chipre              | Sandro         | «Running»          |
| 14 | Noruega             | Ulrikke        | «Attention»        |
| 15 | Israel              | Eden Alene     | «Feker Libi»       |
| 16 | Rumanía             | Roxen          | «Alcohol You»      |
| 17 | Ucrania             | Go_A           | «Solovey»          |
| 18 | Italia              | Diodato        | «Fai Rumore»       |
| 19 | Alemania            | Ben Dolic      | «Violent Thing»    |
| 20 | Países Bajos        | Jeangu Macrooy | «Grow»             |

##### Eurovision Song Celebration 2020: Parte 2
| #  | País            | Intérprete(s)        | Canción                       |
| -- | --------------- | -------------------- | ----------------------------- |
| 01 | Grecia          | Stefania Liberakakis | «Superg!rl»                   |
| 02 | Estonia         | Uku Suviste          | «What Love Is»                |
| 03 | Austria         | Vincent Bueno        | «Alive»                       |
| 04 | Moldavia        | Natalia Gordienko    | «Prison»                      |
| 05 | San Marino      | Senhit               | «Freaky!»                     |
| 06 | República Checa | Benny Cristo         | «Kemama»                      |
| 07 | Serbia          | Hurricane            | «Hasta La Vista»              |
| 08 | Polonia         | Alicja Szemplińska   | «Empires»                     |
| 09 | Islandia        | Daði & Gagnamagnið   | «Think About Things»          |
| 10 | Suiza           | Gjon's Tears         | «Répondez-moi»                |
| 11 | Dinamarca       | Ben & Tan            | «Yes»                         |
| 12 | Albania         | Arilena Ara          | «Fall From The Sky»           |
| 13 | Finlandia       | Aksel Kankaanranta   | «Looking Back»                |
| 14 | Armenia         | Athena Manoukian     | «Chains On You»               |
| 15 | Portugal        | Elisa Silva          | «Medo de Sentir»              |
| 16 | Georgia         | Tornike Kipiani      | «Take Me As I Am»             |
| 17 | Bulgaria        | Victoria Georgieva   | «Tears Getting Sober»         |
| 18 | Letonia         | Samanta Tīna         | «Still Breathing»             |
| 19 | Francia         | Tom Leeb             | «Mon Alliée (The Best In Me)» |
| 20 | Reino Unido     | James Newman         | «My Last Breath»              |
| 21 | España          | Blas Cantó           | «Universo»                    |

#### Eurovision: Europe Shine a Light
La Unión Europea de Radiodifusión decidió preparar junto a las televisiones públicas neerlandesas NPO, NOS y AVROTROS un programa especial llamado Eurovision: Europe Shine a Light. Este se emitiría el 16 de mayo a las 21:00 CET, desde el Studio 21 de Hilversum, para conmemorar la edición de 2020.
El programa, presentado también por Chantal Janzen, Edsilia Rombley, Jan Smit y NikkieTutorials (esta última con contenido en línea), sería de carácter no competitivo. Así, durante aproximadamente 2 horas, se reuniría a los artistas que habrían participado en el certamen, los cuales permanecerían en sus países de origen, para interpretar «Love Shine a Light» de Katrina and the Waves (la ganadora de 1997 por parte del Reino Unido), cuya letra unificadora funcionaría como himno contra la situación provocada por la pandemia. En cuanto a sus canciones propias, el espacio mostraría un extracto de las mismas acompañadas de un videomensaje sobre la coyuntura de cada país. Asimismo, también tendrían cabida algunos artistas eurovisivos para cantar otras canciones y varios eurofans de todo el continente aparecerían en el especial desde sus hogares interpretando «What's Another Year?» con Johnny Logan, canción ganadora de 1980 por parte de Irlanda.

#### Eurovision Home Concerts
Para los países cuyas televisiones forman parte de la UER, el canal oficial de Eurovisión planteó la iniciativa Eurovision Home Concerts, una serie de conciertos divididos en varios episodios en los que varios artistas que han participado en Eurovisión a lo largo de los años, incluidos artistas de 2020, interpretarían en YouTube su propia canción y una versión de otro tema de Eurovisión. La elección de este último sería votada a través de las redes sociales mediante una encuesta con 2, 3 o 4 opciones posibles, dependiendo de si el cuestionario era realizado en Twitter o en Instagram, todas ellas propuestas por el propio artista.
Los participantes son los siguientes:
| Episodio  | País                 | Artista                      | Canción propia                       | Versión más votada                  | Propuestas para versionar menos votadas            | Propuestas para versionar menos votadas | Propuestas para versionar menos votadas |
| Episodio  | País                 | Artista                      | Canción propia                       | Versión más votada                  | Segunda                                            | Tercera                                 | Cuarta                                  |
| --------- | -------------------- | ---------------------------- | ------------------------------------ | ----------------------------------- | -------------------------------------------------- | --------------------------------------- | --------------------------------------- |
| 1         | Irlanda              | Ryan O'Shaughnessy           | «Together» (2018)                    | «Think About Things» (2020)         | «Calm After The Storm» (2014)                      | «Friend of a Friend» (2019)             | «Rock 'n' Roll Kids» (1994)             |
| 1         | Macedonia del Norte  | Tamara Todevska              | «Proud» (2019)                       | «Soldi» (2019)                      | «Molitva» (2007)                                   | «To The Sky» (2014)                     | «Where Are You?» (1998)                 |
| 1         | Dinamarca            | Rasmussen                    | «Higher Ground» (2018)               | «Only Teardrops» (2013)             | «Fairytale» (2009)                                 | «Tears Getting Sober» (2020)            | «Dansevise» (1963)                      |
| 1         | Montenegro           | Slavko Kalezić               | «Space» (2017)                       | «Fuego» (2018)                      | «Qélé, Qélé» (2008)                                | «Euphoria» (2012)                       | «Brazil» (1991)                         |
| 2         | Ucrania              | Jamala                       | «1944» (2016)                        | «Arcade» (2019)                     | «Euphoria» (2012)                                  | «Amar pelos dois» (2017)                | «Heroes» (2015)                         |
| 2         | Islandia             | Daði Freyr                   | «Think About Things» (2020)          | «Lipstick» (2011)                   | «Ding-a-dong» (1975)                               | —                                       | —                                       |
| 2         | Australia            | Montaigne                    | «Don’t Break Me» (2020)              | «Répondez-moi» (2020)               | «Fai Rumore» (2020)                                | —                                       | —                                       |
| 2         | Dinamarca            | Leonora                      | «Love is forever» (2019)             | «Satellite» (2010)                  | «Amar pelos dois» (2017)                           | «Dansevise» (1963)                      | «Tænker altid på dig» (1980)            |
| 2         | Macedonia del Norte  | Vasil Garvanliev             | «You» (2020)                         | «Toy» (2018) «My number one» (2005) | —                                                  | —                                       | —                                       |
| 2         | Finlandia            | Aksel Kankaanranta           | «Looking Back» (2020)                | «Fairytale» (2009)                  | «Da Da Dam» (2011)                                 | —                                       | —                                       |
| 2         | Suiza                | Gjon's Tears                 | «Répondez-moi» (2020)                | «Ne partez pas sans moi» (1988)     | «Refrain» (1956)                                   | —                                       | —                                       |
| 3         | Países Bajos         | Jeangu Macrooy               | «Grow» (2020)                        | «Tears Getting Sober» (2020)        | «Think About Things» (2020)                        | —                                       | —                                       |
| 3         | Serbia               | Hurricane                    | «Hasta La Vista» (2020)              | «Qélé, Qélé» (2008)                 | «Golden Boy» (2015)                                | —                                       | —                                       |
| 3         | Estonia              | Victor Crone                 | «Storm» (2019)                       | «Goodbye to Yesterday» (2015)       | «You Let Me Walk Alone» (2018)                     | «Calm After the Storm» (2014)           | «Standing Still» (2012)                 |
| 3         | Noruega              | Ulrikke Brandstorp           | «Attention» (2020)                   | «Heroes» (2015)                     | «I Feed You My Love» (2013)                        | —                                       | —                                       |
| 3         | República Checa      | Lake Malawi                  | «Friend of a Friend» (2019)          | «Say Na Na Na» (2019)               | «If I Were Sorry» (2016)                           | —                                       | —                                       |
| 3         | Italia               | Jalisse                      | «Fiumi di parole» (1997)             | «Gente di mare» (1987)              | «Rapsodia» (1992)                                  | «I treni di Tozeur» (1984)              | «Era» (1975)                            |
| 3         | Estonia              | Uku Suviste                  | «What Love Is» (2020)                | «Euphoria» (2012)                   | «Fairytale» (2009)                                 | —                                       | —                                       |
| 3         | Irlanda              | Lesley Roy                   | «Story Of My Life» (2020)            | «Too Late For Love» (2019)          | «In Your Eyes» (1993)                              | —                                       | —                                       |
| 3         | Rusia                | Serguéi Lázarev              | «You Are The Only One» (2016)        | —                                   | —                                                  | —                                       | —                                       |
| 3         | Grecia               | Helena Paparizou             | «You Are The Only One» (2016)        | —                                   | —                                                  | —                                       | —                                       |
| 4         |                      |                              |                                      |                                     |                                                    |                                         |                                         |
| Bulgaria  | Victoria Georgieva   | «Tears Getting Sober» (2020) | «Arcade» (2019)                      | «Beautiful Mess» (2017)             | —                                                  | —                                       |                                         |
| Noruega   | KEiiNO               | «Spirit in the Sky» (2019)   | «Hatrið mun sigra» (2019)            | «Only Teardrops» (2013)             | —                                                  | —                                       |                                         |
| Albania   | Eugent Bushpepa      | «Mall» (2018)                | «Silent Storm» (2014)                | «Truth» (2019)                      | «Proud» (2019)                                     | —                                       |                                         |
| Austria   | Pænda                | «Limits» (2019)              | «Love Injected» (2015)               | «Calm After the Storm» (2014)       | —                                                  | —                                       |                                         |
| Grecia    | Stefania Liberakakis | «Superg!rl» (2020)           | «You Let Me Walk Alone» (2018)       | «Believe» (2008)                    | —                                                  | —                                       |                                         |
| Portugal  | Elisa Silva          | «Medo de sentir» (2020)      | «Waterloo» (1974)                    | «Amar pelos dois» (2017)            | —                                                  | —                                       |                                         |
| Croacia   | Damir Kedžo          | «Divlji vjetre» (2020)       | «Euphoria» (2012)                    | «Molitva» (2007)                    | —                                                  | —                                       |                                         |
| Eslovenia | Ana Soklič           | «Voda» (2020)                | «Suus» (2012)                        | «Rapsodia» (1992)                   | —                                                  | —                                       |                                         |
| 5         | Bielorrusia          | VAL                          | «Da Vidna» (2020)                    | «Rhythm Inside» (2015)              | «Story Of My Life (Historyja majho žyccia)» (2017) | —                                       | —                                       |
| 5         | Alemania             | Ben Dolic                    | «Violent Thing» (2020)               | «Beautiful Mess» (2017)             | «Satellite» (2010)                                 | «Euphoria» (2012)                       | «Believe» (2008)                        |
| 5         | Letonia              | Samanta Tīna                 | «Still Breathing» (2020)             | «Shady Lady» (2008)                 | «Come Back» (2002)                                 | —                                       | —                                       |
| 5         | Chipre               | Sandro Nicolas               | «Running» (2020)                     | «Tonight Again» (2015)              | «My Last Breath» (2020)                            | —                                       | —                                       |
| 5         | Rumanía              | Roxen                        | «Alcohol you» (2020)                 | «Undo» (2014)                       | «Sweet people» (2010)                              | —                                       | —                                       |
| 5         | San Marino           | Senhit                       | «Freaky!» (2020)                     | «L'essenziale» (2013)               | «Insieme: 1992» (1990)                             | —                                       | —                                       |
| 5         | Francia              | Tom Leeb                     | «Mon alliée (The Best in Me)» (2020) | «Arcade» (2019)                     | «Me and my guitar» (2010)                          | —                                       | —                                       |
| 5         | Suiza                | ZiiBZ                        | «Stones» (2018)                      | «Nobody but You» (2018)             | «Love Shine a Light» (1997)                        | —                                       | —                                       |
| 5         | Alemania             | Michael Schulte              | «You Let Me Walk Alone» (2018)       | «Together» (2018)                   | «Fly On The Wings Of Love» (2000)                  | —                                       | —                                       |
| 6         | Suecia               | The Mamas                    | «Move» (2020)                        | «Toy» (2018)                        | «Proud» (2019)                                     | —                                       | —                                       |
| 6         | República Checa      | Benny Cristo                 | «Kemama» (2020)                      | «Violent Thing» (2020)              | «Think About Things» (2020)                        | —                                       | —                                       |
| 6         | Irlanda              | Jedward                      | «Lipstick» (2011)                    | «Satellite» (2010)                  | «Heroes» (2015)                                    | —                                       | —                                       |
| 6         | Azerbaiyán           | Samira Efendi                | «Cleopatra» (2020)                   | «Drip drop» (2010)                  | «Running Scared» (2011)                            | —                                       | —                                       |
| 6         | Reino Unido          | James Newman                 | «My Last Breath» (2020)              | «Birds» (2013)                      | «Rock 'n' Roll Kids» (1994)                        | —                                       | —                                       |
| 6         | Reino Unido          | SuRie                        | «Storm» (2018)                       | «Hard Rock Hallelujah» (2006)       | «Teenage Life» (2006)                              | —                                       | —                                       |
| 6         | Eslovenia            | Lea Sirk                     | «Hvala, ne!» (2018)                  | «If Love Was a Crime» (2016)        | «Sound of Silence» (2016)                          | —                                       | —                                       |
| 6         | Malta                | Michela Pace                 | «Chameleon» (2019)                   | «Where I Am» (2017)                 | «Love Kills» (2013)                                | —                                       | —                                       |
| 6         | Islandia             | Hera Björk                   | «Je ne sais quoi» (2010)             | «Eres tú» (1973)                    | «All Kinds of Everything» (1970)                   | —                                       | —                                       |
| 6         | Rumanía              | Paula Seling y Ovi           | «Playing with Fire» (2010)           | «Fairytale» (2009)                  | «Hold Me Now» (1987)                               | —                                       | —                                       |
| 6         | Portugal             | Suzy                         | «Quero ser tua» (2014)               | «A Million Voices» (2015)           | «Invincible» (2006)                                | —                                       | —                                       |
| 6         | Albania              | Arilena Ara                  | «Fall From the Sky» (2020)           | «Satellite» (2010)                  | —                                                  | —                                       | —                                       |
| 6         | España               | Blas Cantó                   | «Universo» (2020)                    | —                                   | —                                                  | —                                       | —                                       |
| 7         | Ucrania              | Go_A                         | «Solovey» (2020)                     | «Dancing lasha tumbai» (2007)       | «On Fire» (2020)                                   | —                                       | —                                       |
| 7         | Italia               | Diodato                      | «Fai Rumore» (2020)                  | «Piove (Ciao ciao bambina)» (1959)  | «Aprite le finestre» (1956)                        | —                                       | —                                       |
| 7         | Australia            | Dami Im                      | «Sound of Silence» (2016)            | «Rise Like a Phoenix» (2014)        | «Amar pelos dois» (2017)                           | —                                       | —                                       |
| 7         | Islandia             | Yohanna                      | «Is it true?» (2009)                 | «Euphoria» (2012)                   | «Love Shine a Light» (1997)                        | —                                       | —                                       |
| 7         | Israel               | Imri Ziv                     | «I Feel Alive» (2017)                | «Grande amore» (2015)               | «It's My Time» (2009)                              | —                                       | —                                       |
| 7         | Irlanda              | Eimear Quinn                 | «The Voice» (1996)                   | «Répondez-moi» (2020)               | «Nocturne» (1995)                                  | —                                       | —                                       |
| 7         | Irlanda              | Dana                         | «All Kinds of Everything» (1970)     | —                                   | —                                                  | —                                       | —                                       |
| 7         | Ucrania              | Mélovin                      | «Under the Ladder» (2018)            | «Rise Like a Phoenix» (2014)        | —                                                  | —                                       | —                                       |
| 7         | Noruega              | Secret Garden                | «Nocturne» (1995)                    | —                                   | —                                                  | —                                       | —                                       |

#### #EurovisionAgain
Tras la cancelación de Eurovisión 2020, el periodista británico Rob Holley estableció una iniciativa para que la UER colgara en su canal de YouTube ediciones anteriores y que la gente tuiteara al respecto en tiempo real, así como votar por el ganador, tal como lo haría la gente durante el evento. Rápidamente, la etiqueta #EurovisionAgain se hizo popular y la propia UER decidió hacerla realidad, emitiendo todos los sábados (y en la semana de Eurovisión, el domingo), durante varias semanas desde el 4 de abril, la final de una edición anterior. Las reemisiones fueron las de 2009, 2015, 1997, 2007, 2016, 1998, 1974, 2003, 1991,  2018, 1988, 2008 y 2014. Previamente y a través de vídeos particulares de YouTube, se habían programado dos citas para la visualización de los festivales de 2013 y 2006. Además, como parte de la iniciativa, Holley recolectó sobre 24 700 libras esterlinas para causas benéficas.
Posteriormente, entre julio y noviembre, las emisiones pasarían a ser mensuales, celebrándose el tercer sábado de cada mes, hasta el inicio de la temporada de preselecciones nacionales para Eurovisión 2021. Estos festivales fueron los de 1999, 1985, 2005, 1976 y 1990.
Finalmente, para concluir el proyecto, el 19 de diciembre transmitieron un especial con 26 canciones que en su momento no superaron las semifinales, de entre las cuales el público pudo votar por su ganadora. Para ello, entre el 6 y el 23 de noviembre, a través de las historias de Instagram de la cuenta oficial de Eurovisión, los seguidores pudieron elegir sus temas favoritos de todos aquellos países que en varias ocasiones no se clasificaron para la final desde 2004, momento en que se introdujeron las semifinales. Además, 12 sitios web y pódcasts especializados también participaron seleccionando sus 10 melodías preferidas. Los elegidos y sus resultados fueron los siguientes:
| N.º | País                | Año  | Intérprete(s)                     | Canción                   | Lugar | Votos  |
| --- | ------------------- | ---- | --------------------------------- | ------------------------- | ----- | ------ |
| 01  | Noruega             | 2011 | Stella Mwangi                     | «Haba Haba»               | 16    | 14 111 |
| 02  | Estonia             | 2017 | Koit Toome & Laura                | «Verona»                  | 6     | 21 072 |
| 03  | Bielorrusia         | 2009 | Petr Elfimov                      | «Eyes That Never Lie»     | 25    | 4 710  |
| 04  | Bulgaria            | 2011 | Poli Genova                       | «Na inat»                 | 11    | 18 620 |
| 05  | Eslovenia           | 2005 | Omar Naber                        | «Stop»                    | 24    | 6 686  |
| 06  | Países Bajos        | 2007 | Edsilia Rombley                   | «On Top Of The World»     | 22    | 8 432  |
| 07  | Moldavia            | 2015 | Eduard Romanyuta                  | «I Want Your Love»        | 20    | 9 226  |
| 08  | Finlandia           | 2017 | Norma John                        | «Blackbird»               | 3     | 26 775 |
| 09  | San Marino          | 2013 | Valentina Monetta                 | «Crisalide (Vola)»        | 8     | 20 841 |
| 10  | Rumanía             | 2019 | Ester Peony                       | «On a Sunday»             | 14    | 15 618 |
| 11  | Mónaco              | 2006 | Séverine Ferrer                   | «La Coco-dance»           | 26    | 3 502  |
| 12  | Grecia              | 2018 | Gianna Terzi                      | «Oniro Mou»               | 9     | 20 657 |
| 13  | Dinamarca           | 2007 | DQ                                | «Drama Queen»             | 21    | 9 120  |
| 14  | Polonia             | 2019 | Tulia                             | «Fire Of Love (Pali Się)» | 17    | 13 520 |
| 15  | Suiza               | 2018 | ZiBBZ                             | «Stones»                  | 2     | 26 916 |
| 16  | Macedonia del Norte | 2017 | Jana Burčeska                     | «Dance Alone»             | 12    | 17 542 |
| 17  | Irlanda             | 2015 | Molly Sterling                    | «Playing With Numbers»    | 15    | 14 585 |
| 18  | Montenegro          | 2013 | Who See                           | «Igranka»                 | 13    | 15 631 |
| 19  | Croacia             | 2010 | Feminnem                          | «Lako je sve»             | 23    | 7 616  |
| 20  | Andorra             | 2007 | Anonymous                         | «Salvem el món»           | 19    | 10 987 |
| 21  | Israel              | 2014 | Mei Finegold                      | «Same Heart»              | 5     | 22 025 |
| 22  | Eslovaquia          | 2010 | Kristína Peláková                 | «Horehronie»              | 7     | 20 976 |
| 23  | Bélgica             | 2006 | Kate Ryan                         | «Je t'adore»              | 4     | 22 322 |
| 24  | República Checa     | 2015 | Marta Jandová & Václav Noid Bárta | «Hope Never Dies»         | 18    | 11 851 |
| 25  | Islandia            | 2016 | Gréta Salóme                      | «Hear Them Calling»       | 1     | 32 007 |
| 26  | Portugal            | 2014 | Suzy                              | «Quero ser tua»           | 10    | 19 440 |

#### Eurovisioncalls
Entre el 4 y el 16 de mayo, Eurovisión emitiría a través de su canal de YouTube una serie llamada Eurovisioncalls with NikkieTutorials. En cada episodio, la youtuber conversaría con los participantes de la edición a través de videollamadas.

### A nivel nacional

#### Albania
Los días 12 y 14 de mayo, la emisora albanesa RTSH presentaría en Eurovision Festojme me Eurosong, con Andri Xhahu, fragmentos de los vídeos de los países que habrían participado en la primera y segunda semifinales, los 5 países del Big 5 y el país anfitrión, los Países Bajos. Asimismo, emitiría partes de algunos Festivali i Këngës y Junior Fest Albania anteriores, además de fragmentos de otros eventos relacionados con Eurovisión donde estuvieran involucrados artistas albaneses.

#### Alemania
La emisora alemana NDR anunció que mantendría su programa previo al festival, ESC-Songcheck, durante la semana en que Eurovisión habría tenido lugar. Este espacio contaría con un jurado que votaría sobre las propuestas de 2020 con el fin de encontrar su favorita. Los miembros del jurado son el comentarista alemán de Eurovisión Peter Urban, la representante alemana de 2006 Jane Comerford y el presentador de televisión Thomas Gottschalk, quien comentó el concurso de 1989. Así, las candidaturas vencedoras de los tres primeros programas fueron las de Lituania, Azerbaiyán e Islandia, respectivamente, siendo esta última la ganadora de la final.
Por otro lado, el 6 de mayo serían presentados los 41 videoclips en World Wide Wohnzimmer: das ESC Halbfinale 2020 para que los espectadores pudieran votar, cuyos resultados serían combinados con los de los 100 miembros del jurado que seleccionaron la candidatura alemana de dicho año. Los 10 más votados pasarían a la final Eurovision Song Contest 2020 - das deutsche Finale live aus der Elbphilharmonie del día 16, conducida por Barbara Schöneberger y comentada por Peter Urban y Michael Schulte, con las actuaciones en directo de dichos finalistas, la del propio Schulte durante el intermedio y la de Ben Dolic. El más votado fue Lituania. Además, se reemitiría la edición de 2010, cuando Alemania consiguió su última victoria con Lena Meyer-Landrut.
Por último, Conchita Wurst y Steven Gätjen conducirían Free European Song Contest, un programa emitido el 16 de mayo a las 20:15 CET desde Colonia, a través de la televisión privada ProSieben. El espacio, el cual no estaría directamente relacionado con la edición y competiría con Eurovision: Europe Shine a Light, consistiría en una competición musical entre varios artistas europeos, cuyo triunfo sería decidido por medio de un televoto en el que podrían participar los espectadores alemanes, austriacos y suizos. Los países participantes serían Alemania, Austria, Bulgaria, Croacia, Dinamarca, España, Irlanda, Israel, Italia, Kazajistán, Países Bajos, Polonia, Reino Unido, Suiza y Turquía, de los cuales España resultó ganador.

#### Australia
SBS plantearía toda una semana con programas sobre Eurovisión. Así, el 10 de mayo daría comienzo con Road to Eurovision 2020, un espacio sobre la larga historia del festival que contaría con la intervención de artistas como Serguéi Lázarev, Dana International, Netta Barzilai o Johnny Logan. Posteriormente, del 11 al 15 de mayo, repondría las finales de las cinco ediciones en las que Australia compitió (de 2015 a 2019).
Por su parte, el día 16 tendría lugar Eurovision 2020: Big Night In!, un programa presentado por Myf Warhurst y Joel Creasey que contaría con la interpretación de «Don’t Break Me» por parte de Montaigne y que daría a conocer los resultados de una encuesta, la cual estaría disponible desde el 3 de mayo, en la que la audiencia australiana podría votar por sus favoritos de Eurovisión 2020. Esta decidió dar sus "12 puntos" a Islandia. A continuación, Top 40 Controversies repasaría las principales polémicas del concurso y Secrets of Eurovision, sus secretos. También cabe destacar que, a diferencia del resto de radiodifusoras, sería el domingo 17 en lugar del sábado 16 de mayo cuando Australia emitiría Eurovision: Europe Shine a Light a causa de la diferencia horaria.

#### Austria
En el caso de Austria, Andi Knoll presentaría Der kleine Song Contest los días 14, 16 y 18 de abril a través de ORF 1. En él, un jurado (Johann Kreuzmayr, Simone Stelzer, Petra Frey, Manuel Ortega, Alf Poier, Eric Papilaya, Nadine Beiler, Conchita Wurst, Zoë Straub y
Cesár Sampson) haría una clasificación entre los 41 países teniendo los videoclips como referencia. En el tercer programa, la audiencia votaría por su favorito de entre los seleccionados por el jurado. Así, el primer día ganó Islandia y el segundo, Malta, siendo el país nórdico el ganador del especial.
Por otro lado, el 16 de mayo estrenaría Österreich 12 Punkte - die Songcontest Erfolgsgeschichte, un documental de 45 minutos sobre las canciones y representantes de la historia de Austria, especialmente sus dos ganadores, Udo Jürgens y Conchita Wurst.

#### Bélgica
La televisión francófona belga RTBF emitiría el 14 de mayo el especial Eurovision, votre top 20, presentado por Maureen Louys y Jean-Louis Lahaye, en el que la audiencia podría votar por su actuación favorita de entre las 20 que la cadena considera las mejores de la historia del festival. Estas canciones serían:
- ABBA - Waterloo
- Alexander Rybak - Fairytale
- Brotherhood of Man - Save Your Kisses for Me
- Bucks Fizz - Making Your Mind Up
- Céline Dion - Ne partez pas sans moi
- Conchita Wurst - Rise Like a Phoenix
- Dana International - Diva
- France Gall - Poupée de cire, poupée de son
- Johnny Logan - Hold Me Now
- Lena - Satellite
- Lordi - Hard Rock Hallelujah
- Loreen - Euphoria
- Måns Zelmerlöw - Heroes
- Marie Myriam - L'oiseau et l'enfant
- Netta - Toy
- Ruslana - Wild dances
- Salvador Sobral - Amar pelos dois
- Sandie Shaw - Puppet on a string
- Sandra Kim - J'aime la vie
- Teach-In - Ding-a-dong

La más votada fue «Waterloo». Además, tendrían cabida otras actuaciones destacadas del certamen.
Por otro lado, el día 16, Maureen Louys y Jean-Louis Lahaye presentarían Les belges au Top para revivir algunos momentos de la participación de Bélgica en Eurovisión, donde diferentes artistas recordarían sus actuaciones y sus vivencias.
En cuanto a la televisión flamenca, el 13 de mayo, één ofrecería un espectáculo en línea en el que Peter Van de Veire repasaría las últimas 20 ediciones con los espectadores y estos podrían votar por los momentos más notables. Además, Radio 2 transmitiría De Songfestival top 40 con Iris Van Hoof para que los oyentes pudieran votar por sus canciones favoritas de 2020. En él, Showbizz Bart hablaría también con artistas como Barbara Dex, Laura Tesoro, Lisa del Bo, Tom Dice, Nicole & Hugo y Alex Callier de Hooverphonic, quienes podrían recibir también preguntas de los oyentes. En los días anteriores, De Topcollectie también contaría con historias sobre el festival de miembros del jurado, exparticipantes y presentadores como Luc Appermont, Marcel Vanthilt o Peter Van de Veire.
Igualmente, en el programa De grote Peter Van de Veire ochtendshow de Radio 2, Hooverphonic interpretaría «Release me» en directo y algunos exparticipantes belgas (Tom Dice, Blanche, Kate Ryan…) tendrían la oportunidad de versionar su canción favorita de Eurovisión. Además, esta radio prepararía una lista con 40 canciones de la historia del festival gracias a las votaciones de los oyentes, en la que la número 1 fue la participación española en el festival de 1973, «Eres tú» de Mocedades. Dentro de las candidaturas más votadas destacan ABBA con «Waterloo», Sandra Kim con «J'aime la vie», Loreen con «Euphoria», Johnny Logan con «Hold Me Now», France Gall con «Poupée de cire, poupée de son», Céline Dion con «Ne partez pas sans moi», Ruslana con «Wild Dances», Umberto Tozzi & Raf con «Gente di mare» y Katrina & The Waves con «Love Shine a Light».
Entre tanto, VRT NWS lanzaría un pódcast sobre el festival de música el 12 de mayo, en el que hablarían con expertos y artistas como André Vermeulen o Alex Callier de Hooverphonic. Asimismo, en el informativo del primer canal, André Vermeulen recordaría el jueves y el viernes los momentos más memorables de los últimos años.
Por su parte, a través de Facebook, la emisora flamenca, en colaboración con MNM, presentaría un programa llamado En de 12 punten gaan naar…, en el que el público podría votar en directo por sus artistas favoritos de Eurovisión en 8 categorías diferentes. Peter Van de Veire presentaría el programa, que contaría con llamadas de algunos de los participantes belgas de Eurovisión. Las categorías y los artistas o canciones fueron los siguientes:
- Mejor actuación: Loïc Nottet (Bélgica)
- Vestuario especial: Verka Serduchka (Ucrania)
- Participante más notable: Conchita Wurst (Austria)
- Momento más emotivo: Ingeborg (Bélgica)
- Tono de voz más alto: Kate Miller-Heidke (Australia)
- Actuación más notable: Lordi (Finlandia)
- Mejor candidatura belga: «Rhythm Inside» de Loïc Nottet
- Mejor hit: «Euphoria» de Loreen (Suecia)

#### Bosnia y Herzegovina
Aunque no iba a participar en la edición de 2020, el país emitiría Eurovision: Europe Shine a Light y lo acompañaría de BH izvođači na Eurosongu, un repaso de las actuaciones de Bosnia y Herzegovina en Eurovisión.

#### Bulgaria
El 28 de marzo, Victoria Georgieva realizó un concierto en línea, desde su casa en Sofía, para el canal oficial de Eurovisión Bulgaria en YouTube. En él, realizó versiones de «Someone You Loved» (Lewis Capaldi), «Falling» (Harry Styles), «Dance Monkey» (Tones and I), «Don’t Start Now» (Dua Lipa), «If the world was ending» (JP Saxe & Julia Michaels) y «I love you» de Billie Eilish, además de presentar por primera vez en directo su canción «Tears Getting Sober», con la que habría competido en Eurovisión 2020.
Por otro lado, BNT presentaría los vídeos musicales de las 41 canciones a través del programa matinal diario Kultura.bg. Además, abriría una encuesta para elegir la canción favorita de la edición para los búlgaros a través de la app de BNT1 durante la semana del 11 de mayo. La canción ganadora de dicho cuestionario fue la de Suiza.
Por último, el canal celebraría la #EurovisionWeek, del 12 al 16 de mayo a las 21:00 CEST, transmitiendo y rememorando los mayores éxitos de Bulgaria en la competencia: el segundo lugar de Kristian Kostov en 2017, el cuarto lugar de Poli Genova en 2016 y el quinto de Elitsa & Stoyan en 2007. También reemitirían el Festival de la Canción de Eurovisión Junior 2015, celebrado en Sofía.

#### Chipre
CyBC transmitiría las 41 candidaturas en el programa Εurovision - Φιλμάκια 2020 (Eurovision Filmakia 2020) el 9 (21:25 CEST) y el 10 de mayo (20:15 CEST). También sería emitido el día 12, esta vez como tributo a la edición y a modo de repaso de la historia del país en el certamen. Los tres programas serían presentados por Loukas Hamastos.

#### Croacia
Entre el 27 de abril y el 14 de mayo, HRT1 presentaría en su programa diario Kod nas doma a los 41 artistas de Eurovisión 2020 en forma de videos cortos.
Por otro lado, el portal eurovisivo croata Eurosong.hr (independiente de HRT) preparó un concierto en línea llamado Eurosong od doma que se emitiría el 9 de mayo en su canal de YouTube. En él se reunirían 14 artistas que habían representado a Croacia en Eurovisión o participado en la preselección Dora para versionar canciones de ambos festivales, entre los que destacan Damir Kedžo, Franka Batelić, Neda Parmać, Kraljevi Ulice, Lidija Horvat Dunjko, Luka Nižetić, Bojan Jambrošić, Jure Brkljača, Elis Lovrić, Aklea Neon, Lea Mijatović, Mia Negovetić, Domenica Žuvela y Antonija Šola. Además, los espectadores podrían votar por su actuación favorita en la web.

#### Dinamarca
DR abriría una encuesta a través de su página web para que la audiencia danesa pudiera votar por su candidatura favorita de 2020. Los resultados, desvelados durante la emisión de Eurovision: Europe Shine a Light, dieron la victoria a Islandia.

#### Eslovenia
Antes de la emisión del especial Eurovision: Europe Shine a Light, RTVSLO emitiría un programa previo llamado Pesem Evrovizije: Najboljših 25, en el cual se repasaría la historia del país en el festival y, a su vez, serviría para que el público votara por su candidatura eslovena favorita desde su primera participación en 1993. El programa sería presentado por Nejc Šmit y contaría con invitados como Ana Soklič (2020), Lea Sirk (2018) y Maja Keuc - Amaya (2011), entre otros. Así, la canción favorita de los eslovenos fue «No One» de Maja Keuc.

#### España
Después de la cancelación del festival, en la página oficial de RTVE se abrió una encuesta para simular el festival de Eurovisión 2020. En dicha encuesta se permitió al público, mayoritariamente español, votar por su propio país.
Primera semifinal
La votación correspondiente a la primera semifinal se abrió el 23 de marzo de 2020 y se cerró al día siguiente, logrando la clasificación Lituania, Rusia, Azerbaiyán, Irlanda, Suecia, Noruega, Malta, Rumanía, Israel y Bélgica.
| #  | País                | Intérprete(s) | Canción            | Lugar | Votos |
| -- | ------------------- | ------------- | ------------------ | ----- | ----- |
| 01 | Macedonia del Norte | Vasil         | «You»              | 12    | 135   |
| 02 | Rusia               | Little Big    | «Uno»              | 2     | 557   |
| 03 | Lituania            | The Roop      | «On Fire»          | 1     | 559   |
| 04 | Suecia              | The Mamas     | «Move»             | 5     | 324   |
| 05 | Eslovenia           | Ana Soklič    | «Voda»             | 16    | 25    |
| 06 | Australia           | Montaigne     | «Don't Break Me»   | 13    | 101   |
| 07 | Irlanda             | Lesley Roy    | «Story Of My Life» | 4     | 353   |
| 08 | Bielorrusia         | VAL           | «Da Vidna»         | 17    | 20    |
| 09 | Noruega             | Ulrikke       | «Attention»        | 6     | 224   |
| 10 | Chipre              | Sandro        | «Running»          | 14    | 86    |
| 11 | Croacia             | Damir Kedžo   | «Divlji vjetre»    | 15    | 64    |
| 12 | Azerbaiyán          | Efendi        | «Cleopatra»        | 3     | 380   |
| 13 | Israel              | Eden Alene    | «Feker Libi»       | 9     | 140   |
| 14 | Ucrania             | Go_A          | «Solovey»          | 11    | 136   |
| 15 | Bélgica             | Hooverphonic  | «Release Me»       | 10    | 139   |
| 16 | Rumanía             | Roxen         | «Alcohol You»      | 8     | 200   |
| 17 | Malta               | Destiny       | «All Of My Love»   | 7     | 221   |

Segunda semifinal

Por su parte, la votación de la segunda semifinal se abrió el 25 de marzo de 2020 y se cerró al día siguiente. Según el orden de puntos obtenidos, se clasificaron Islandia, Bulgaria, San Marino, Albania, Suiza, Serbia, Grecia, Austria, Letonia y Armenia.
| #  | País            | Intérprete(s)      | Canción               | Lugar | Votos |
| -- | --------------- | ------------------ | --------------------- | ----- | ----- |
| 01 | San Marino      | Senhit             | «Freaky!»             | 3     | 499   |
| 02 | Grecia          | Stefania           | «Superg!rl»           | 7     | 353   |
| 03 | República Checa | Benny Cristo       | «Kemama»              | 16    | 93    |
| 04 | Islandia        | Daði & Gagnamagnið | «Think About Things»  | 1     | 787   |
| 05 | Serbia          | Hurricane          | «Hasta La Vista»      | 6     | 362   |
| 06 | Polonia         | Alicja Szemplińska | «Empires»             | 14    | 176   |
| 07 | Moldavia        | Natalia Gordienco  | «Prison»              | 18    | 63    |
| 08 | Austria         | Vincent Bueno      | «Alive»               | 8     | 345   |
| 09 | Estonia         | Uku Suviste        | «What Love Is»        | 12    | 290   |
| 10 | Letonia         | Samanta Tina       | «Still Breathing»     | 9     | 339   |
| 11 | Albania         | Arilena Ara        | «Fall From the Sky»   | 4     | 479   |
| 12 | Georgia         | Tornike Kipiani    | «Take me As I Am»     | 15    | 122   |
| 13 | Portugal        | Elisa              | «Medo de Sentir»      | 11    | 336   |
| 14 | Bulgaria        | VICTORIA           | «Tears Getting Sober» | 2     | 742   |
| 15 | Suiza           | Gjon's Tears       | «Répondez-moi»        | 5     | 449   |
| 16 | Armenia         | Athena Manoukian   | «Chains on You»       | 10    | 338   |
| 17 | Finlandia       | Aksel              | «Looking Back»        | 17    | 80    |
| 18 | Dinamarca       | Ben & Tan          | «Yes»                 | 13    | 274   |

Final

Finalmente, con los clasificados y los miembros del Big 5, entre el 27 de marzo dio comienzo la gran final, que duró 3 días. En ella, los votantes de la encuesta de TVE  eligieron a España como país ganador con el 34% de los votos y 7599 puntos, seguido de Grecia, Lituania, Rusia y Bulgaria. Como contrapunto, el bottom 5 lo formaron San Marino, Letonia, Irlanda, Países Bajos y Reino Unido.
| N.º | País         | Intérprete(s)      | Canción                       | Lugar | Votos |
| --- | ------------ | ------------------ | ----------------------------- | ----- | ----- |
| 01  | Austria      | Vincent Bueno      | «Alive»                       | 13    | 435   |
| 02  | Israel       | Eden Alene         | «Feker Libi»                  | 15    | 372   |
| 03  | Bélgica      | Hooverphonic       | «Release Me»                  | 20    | 215   |
| 04  | Rumanía      | Roxen              | «Alcohol you»                 | 7     | 820   |
| 05  | Alemania     | Ben Dolic          | «Violent Thing»               | 16    | 364   |
| 06  | Suiza        | Gjon's Tears       | «Répondez-moi»                | 8     | 618   |
| 07  | Malta        | Destiny            | «All Of My Love»              | 12    | 471   |
| 08  | Azerbaiyán   | Efendi             | «Cleopatra»                   | 10    | 589   |
| 09  | Italia       | Diodato            | «Fai Rumore»                  | 9     | 603   |
| 10  | Armenia      | Athena Manoukian   | «Chains on You»               | 19    | 280   |
| 11  | Noruega      | Ulrikke            | «Attention»                   | 14    | 398   |
| 12  | Rusia        | Little Big         | «Uno»                         | 4     | 1452  |
| 13  | Países Bajos | Jeangu Macrooy     | «Grow»                        | 25    | 145   |
| 14  | Irlanda      | Lesley Roy         | «Story Of My Life»            | 24    | 156   |
| 15  | Albania      | Arilena Ara        | «Fall From the Sky»           | 18    | 297   |
| 16  | Lituania     | The Roop           | «On Fire»                     | 3     | 1617  |
| 17  | Serbia       | Hurricane          | «Hasta la Vista»              | 21    | 207   |
| 18  | Grecia       | Stefania           | «Superg!rl»                   | 2     | 2177  |
| 19  | Reino Unido  | James Newman       | «My Last Breath»              | 26    | 95    |
| 20  | Islandia     | Daði & Gagnamagnið | «Think About Things»          | 6     | 1038  |
| 21  | Letonia      | Samanta Tina       | «Still Breathing»             | 23    | 166   |
| 22  | España       | Blas Cantó         | «Universo»                    | 1     | 7599  |
| 23  | Suecia       | The Mamas          | «Move»                        | 11    | 508   |
| 24  | Francia      | Tom Leeb           | «Mon Alliée (The Best in Me)» | 17    | 312   |
| 25  | Bulgaria     | VICTORIA           | «Tears Getting Sober»         | 5     | 1086  |
| 26  | San Marino   | Senhit             | «Freaky!»                     | 22    | 198   |

Por otro lado, RTVE Digital colgaría las galas finales del festival desde Estambul 2004 hasta Tel Aviv 2019 con los comentarios en castellano, tal y como se emitieron a través de La 1. Además, pondrían en marcha el Eurobalcón, un concierto desde casa, de aproximadamente 45 minutos, en el que participarían algunos de los últimos candidatos españoles y que contaría con la conducción de Tony Aguilar. Igualmente, la web de RTVE estrenaría Mi vida en el Archivo con el repaso de la vida personal y profesional de Massiel a través del Archivo de TVE, y La 2 reemitiría el 11 y 12 de mayo episodios sobre Eurovisión de Cachitos de hierro y cromo, el programa que repasa el archivo musical de TVE.
En cuanto al programa en línea Españavisión, durante más de dos horas se homenajearían todas las participaciones del país en el concurso. Asimismo, la web habilitaría encuestas semanales para elegir por décadas la mejor canción que ha enviado España al certamen, abriendo un sondeo final para seleccionar al ganador. Las finalistas fueron «Yo soy aquel» (Raphael), «Eres tú» (Mocedades), «La fiesta terminó» (Paloma San Basilio), «Vuelve conmigo» (Anabel Conde), «Europe's living a celebration» (Rosa López) y «Quédate conmigo» (Pastora Soler), la segunda de las cuales fue la más votada.
Por último, mediante el asistente de voz de RTVE, que vendría de la mano de Tony Aguilar, los seguidores podrían seguir la actualidad del festival, disfrutar de contenido exclusivo, poner a prueba sus conocimientos con el Euroquiz, cantar canciones del concurso con el karaoke, etc.

#### Estonia
En Estonia, Sven Lõhmus, Birgit Sarrap, Ott Lepland, Evelin Samuel, Marko Reikop y otros recordarían sus éxitos y recuerdos favoritos del Festival de Eurovisión en 12 punkti. Eurovisiooni hitid el 15 de mayo a las 19:00 CEST. Al día siguiente, ETV emitiría Eesti Laul. Parimad (vahe)palad, con las mejores piezas humorísticas del Eesti Laul, y Lavale loodud. Uku Suviste, un documental sobre la participación del representante en el Eesti Laul y acerca del que iba a ser su viaje eurovisivo, además de su carrera musical.

#### Finlandia
El 13 de abril, Yle estrenaría Viisupäiväkirjat (Eurovision Diaries en su versión en inglés), un documental que sigue las vidas de varios seguidores de Eurovisión de todo el mundo durante la edición de 2019, celebrada en Tel Aviv (Israel). Este sería locutado por Krista Siegfrids, quien también formaría parte del programa.
Por otro lado, como cada año, Yle pondría en marcha De Eurovisa, el programa previo en el que expertos musicales y un invitado semanal debaten y comentan las diferentes candidaturas. El espacio estaría presentado por Eva Frantz y Johan Lindroos, el cual se emitiría durante 6 semanas desde el viernes 3 de abril. En cada episodio se presentaría a siete de los países que habrían participado en 2020 y se elegiría a un ganador. Así, los países ganadores de los cinco primeros programas fueron Lituania, Rusia, Islandia, Bulgaria y Finlandia, mientras que Islandia venció en la final.
Ya en la semana de Eurovisión, Mikko Silvennoinen y Krista Siegfrids conducirían los programas Euroviisut 2020, donde el público elegiría a través de la página web a sus 10 favoritos de la edición suspendida; Euroviisutoiveet, donde la audiencia podría pedir sus canciones preferidas del festival e incluso comentar lo que estas significan para ellos, y Euroviisustudio, un espacio de 25 minutos de duración que funcionaría a modo de repaso y que contaría con la participación de Hanna Pakarinen y Krisse Salminen, entre otros. Los tres programas se emitirían el 14, el 15 y el 16 de mayo, respectivamente, el primero acompañado de la reemisión de Eurovisión 2014, cuando Finlandia obtuvo su mejor puesto desde 1989 con Softengine (sin contar a Lordi); el segundo, de Eurovisión 2006, momento en que obtuvo su primera victoria, y el tercero, de Eurovisión 2007, la primera vez que Helsinki albergó el certamen. En el primero de los shows, la canción islandesa resultó ser la favorita de la audiencia.
En cuanto a la radio, Kaikkien aikojen viisut - hittejä ja huteja reproduciría canciones de todos los tiempos con Sanna Pirkkalainen, Euroviisut 2020 - nämä jäivät kuulematta presentaría las candidaturas de la edición cancelada y Euroviisu-toivekonsertti pondría las canciones que pidieran los oyentes.

#### Francia
France 2 optaría por transmitir en la noche del 16 de mayo, después del especial Eurovision: Europe Shine a Light, un programa presentado por Stéphane Bern llamado La grande histoire de l'Eurovision, el cual trataría la historia del festival.

#### Irlanda
RTÉ emitiría un programa especial de una hora de duración llamado Marty’s Magic Eurovision Moments, el cual estaría presentado por el comentarista Marty Whelan. Se trataría de una recopilación de los momentos favoritos de los eurofans irlandeses. Además, igual que el Reino Unido, también difundiría Dana – The Original Derry Girl, un documental biográfico sobre Dana, la primera ganadora de Irlanda.

#### Islandia
RÚV emitiría el tradicional programa previo al festival Alla leið, que constaría de cuatro galas, desde el 25 de abril. En esta ocasión, Felix Bergsson y Björg Magnúsdóttir repasarían aspectos del certamen y presentarían las candidaturas de 2020 al público islandés para que este votara por sus favoritas. Más tarde, en el programa Eurovision fyrirpartýi (12 de mayo), se desvelaría el top 15 y se abriría un nuevo televoto, mientras que dos días después, el espacio Okkar 12 stig anunciaría al ganador. A lo largo de todos estos programas, los ganadores fueron, respectivamente, Italia, Ucrania, Islandia y Suiza, siendo el primero de ellos el elegido en la final.
Por otro lado, el 14 de mayo estrenaría Íslensku Eurovision-lögin 1986-2020 para repasar todas las candidaturas de la historia de Islandia, el día 15 emitiría Euro-Daði, un concierto del representante de 2020 desde su casa, y el día 16, Eurovision-partý, otro concierto, esta vez cortesía de Eurobandið, representantes en 2008. Además, entre el 10 y el 16 de mayo, repetiría las finales de los festivales de 2015, 2009, 1999, 1998, 1990, 1987 y 1986.

#### Israel
Los espectadores de KAN podrían votar por sus candidaturas favoritas de la edición a través de la página web, cuyos resultados serían revelados el 13 de mayo en Eurovision 2020 - The actual results, un programa de la radio Kan Tarbut. La más votada fue la canción italiana. Además, la radiodifusora emitiría un documental en tres partes para los días 11, 12 y 16 de mayo, llamado We dared to dream, que trataría sobre Eurovisión 2019, celebrado en Tel Aviv.

#### Italia
Del 10 al 15 de mayo, Rai Premium transmitiría las cuatro últimas ediciones del festival de Eurovisión (2016-2019). El día 16, el especial Eurovision: Europe Shine a Light vendría acompañado antes y después en Rai 1 por Accendiamo la musica, un programa presentado por Flavio Insinna y Federico Russo que reuniría a Il Volo (2015), Francesca Michielin (2016), Francesco Gabbani (2017), Ermal Meta & Fabrizio Moro (2018) y Mahmood (2019) para arropar a Diodato. Asimismo, el primer canal emitiría un especial del programa de vídeos temáticos de todos los tiempos Techetechete', en este caso sobre Eurovisión.

#### Letonia
Eirovīzija 2020. Studijā Samanta Tīna sería la apuesta de LTV para el 16 de mayo con Toms Grevins, el comentarista del Festival de Eurovisión del país. El programa de entrevistas de 35 minutos contaría con la representante de Eurovisión 2020 de Letonia, Samanta Tīna.

#### Lituania
LRT apostaría por Eurovizija. Istorijos, kurių negirdėjote para el 12 y 14 de mayo, donde se repasaría la historia, los ganadores y lo que ocurría detrás de las escenas, y contaría con la participación de exrepresentantes lituanos. De igual manera, el día 13 emitiría „Eurovizijos“ nugalėtojai, un programa sobre los ganadores del festival con Ramūnas Zilnys. Luego, el día 16 se emitiría EuROOPvision, un concierto de la banda representante de 2020 que incluiría una ronda de preguntas de los fanes.
Por otro lado, LRT Radijas reproduciría las canciones de la edición, con entrevistas a artistas del pasado. Asimismo, Labas rytas, Lietuva pondría los vídeos musicales cada mañana.

#### Macedonia del Norte
Durante la semana de Eurovisión, además del especial Eurovision: Europe Shine a Light que emitirían prácticamente todas las televisiones públicas, el primer canal de Macedonia del Norte transmitiría los distintos episodios de Eurovision Home Concerts en su prime time.

#### Malta
El 12 y 14 de mayo, la televisión pública maltesa programaría Eurovision Special Programme, un homenaje a los cantantes y las canciones de 2020 que también incluiría los mejores momentos de Malta en el concurso. El programa sería presentado por Dorian Cassar y Amber Bondin.

#### Noruega
El país escandinavo optaría por emitir el 15 de mayo un programa llamado Eurovision Song Contest: Norge bestemmer, con invitados y música en directo (incluida la actuación de Ulrikke con «Attention»), y Marte Stokstad y Ronny Brede Aase como presentadores, en el que el público votaría por su canción favorita de la edición de 2020. Previamente, la web de la televisión pública abriría una encuesta y los que recibieran más votos serían los "finalistas" entre los que la audiencia noruega podría elegir. Aparte de la decisión de la audiencia, también tendrían en cuenta las ideas obtenidas de los fanes, clubes de fanes y otros expertos, así como las probabilidades o las encuestas locales. El ganador fue Islandia.
Por otro lado, NRK emitiría también Adresse Europa, una serie de momentos memorables de Eurovisión. Dichos momentos serían votados por un jurado para encontrar el más memorable de todos los tiempos. El espacio, que comenzaría el 18 de abril y que se alargaría durante cuatro semanas, contaría con la presentación de Marte Stokstad, mientras que el jurado estaría formado por el presentador Ingeborg Heldal, el exjefe de delegación Per Sundnes, el cantante Bendik y el estilista Jan Thomas. Asimismo, los fanes de Eurovisión también tendrían la opción de compartir sus opiniones. Los ganadores fueron «Runaway» (Sunstroke Project & Olia Tira), «Rise Like a Phoenix» (Conchita Wurst), «Nel blu dipinto di blu» (Domenico Modugno), «Hold Me Now» (Johnny Logan) y «Optimist» (Jahn Teigen). Igualmente, el programa musical Beat for Beat (16 de mayo) realizaría un especial llamado Beat for Beat MGP Spesial para celebrar los 60 años del Melodi Grand Prix.

#### Países Bajos
Países Bajos planeó una programación alternativa de Eurovisión durante una semana. El 9 de mayo, NPO1 transmitiría Het Beste van… het Songfestival, que repasaría el archivo del Festival de Eurovisión y contaría con entrevistas a Sandra Reemer y Sieneke sobre su experiencia.
Por otro lado, Cornald Mass presentaría, acompañado de Duncan Laurence y The Common Linnets, De weg naar de winst, un documental de Eurovisión sobre el recorrido de los Países Bajos hasta ganar en 2019 tras 44 años, en el que participarían también Ilse DeLange, Ruth Jacott, Duncan Laurence, Edsilia Rombley y Getty Kasper. Igualmente, la emisora transmitiría Beste Zangers - Songfestival con Edsilia Rombley, donde varios cantantes (Lenny Kuhr, Maribelle, Franklin Brown, René Froger, Kim-Lian van der Meij, Thomas Berge y Emma Heesters) versionarían temas de Eurovisión.

#### Polonia
TVP optaría por un documental de 30 minutos llamado Alicja Szemplińska – Droga do Eurowizji. En él, seguirían la trayectoria de la representante polaca y su preparación de cara al festival.

#### Portugal
El 16 de mayo a las 23:30 (hora local), RTP programaría el documental ABBA Forever: The Winner Takes It All, el cual recordaría la carrera de la banda sueca que ganó el festival en 1974.

#### Reino Unido
BBC One llevaría a cabo un programa especial el 16 de mayo denominado Eurovision: Come Together, el cual estaría presentado por Graham Norton. En este habría actuaciones clásicas de Eurovisión, repasos sobre la historia del certamen, un homenaje sobre lo que habría sido el festival de 2020 y entrevistas, incluyendo la intervención del aspirante británico James Newman. También, los británicos podrían votar por su actuación favorita de entre las seleccionadas por Ken Bruce, Rylan Clark-Neal, Scott Mills, SuRie, Nicki French, Mel Giedroyc y Adele Roberts. Estas canciones serían:
- Verka Serduchka - Dancing lasha tumbai
- Dana International - Diva
- Loreen - Euphoria
- Alexander Rybak - Fairytale
- Eleni Foureira - Fuego
- Måns Zelmerlöw - Heroes
- Katrina & the Waves - Love Shine a Light
- Bucks Fizz - Making Your Mind Up
- Domenico Modugno - Nel blu dipinto di blu
- Gina G - Ooh Aah... Just A Little Bit
- France Gall - Poupée de cire, poupée de son
- Loïc Nottet - Rhythm Inside
- Conchita Wurst - Rise Like a Phoenix
- Lena - Satellite
- Brotherhood of Man - Save Your Kisses for Me
- Mahmood - Soldi
- Dami Im - Sound of Silence
- Netta - Toy
- ABBA - Waterloo

La canción más votada fue finalmente «Waterloo». Antes, la versión con famosos del concurso Pointless se desarrollaría con una temática especial sobre Eurovisión y contaría con Jay Aston, Mike Nolan, SuRie, Dana, Jade Ewen, John Lundvik, Niamh Kavanagh y Måns Zelmerlöw como concursantes.
Más tarde, BBC Two emitiría The A-Z of Eurovision, un de documental narrado por Rylan Clark-Neal que repasaría lo más destacado del festival de Eurovisión y del trabajo de la BBC en el concurso. Justo después, emitiría TOTP2 Goes to Eurovision!, donde Steve Wright destaparía canciones de archivo de estrellas que han pasado por el concurso.
Además, durante la semana en la que habría tenido lugar el certamen, BBC Four transmitiría Eurovision at 60, sobre aquellas características que han definido el festival a lo largo de su historia y con entrevistas a personajes como Graham Norton, Conchita Wurst o Terry Wogan, entre otros. Asimismo, el mismo canal junto a la BBC One de Irlanda del Norte llevarían a cabo Dana – The Original Derry Girl, un documental biográfico sobre Dana, la primera ganadora de Irlanda.
Por otra parte, pondrían en marcha Eurovision 2020 The Cancelled Coronavirus Year a través de BBC Radio 1 y BBC iPlayer, un programa que se grabó antes de que se revelara la cancelación de Eurovisión 2020, en el que seguían a James Newman mientras se preparaba para representar al Reino Unido. Aun así, el espacio continuaría con una entrevista sobre lo que la cancelación significó para él y con conversaciones con otros concursantes sobre sus experiencias y planes futuros, además de presentar comentarios de artistas que han trabajado con James, como Olly Murs o Mollie King.
En cuanto a BBC Radio 2 y BBC Sounds, el programa de Ken Bruce destacaría el recopilatorio de Eurovisión 2020 como el álbum de la semana, además de añadir canciones de ganadores anteriores a la emisión. Igualmente, Graham Norton pondría a los oyentes algunos de los mejores temas del concurso, tanto pasados como presentes y, por la noche, recordaría sus primeros diez años como comentarista británico en el Festival de Eurovisión en Graham Norton, Douze Points, que contaría con la colaboración de Paddy O’Connell para recordar las controversias, triunfos, emociones, sorpresas, etc. Posteriormente, Rylan Clark-Neal presentaría Eurovision Kings and Queens of Pop, donde elegiría los mejores momentos de la historia de Eurovisión y sus canciones favoritas de la edición, además de contar con temas anteriores.
En referencia a Eurovision Request Hour, el espacio anual de televisión, radio e internet en el que el corresponsal de Moscú Steve Rosenberg recibe solicitudes de los espectadores para reproducir a los ganadores de Eurovisión del pasado, este año se llevaría a cabo a través de la página de Facebook de BBC News desde la Embajada de los Países Bajos en Moscú. El espacio tendría lugar durante todo el martes 12 de mayo.
Finalmente, transmitirían bajo el sello Eurovision Collection varios programas del archivo. En From ABBA to Azerbaijan (56 Years of Eurovision), Maria McErlane guiaría a los oyentes a lo largo de 56 años del festival; Ken Bruce’s Ultimate Eurovision Chart seleccionaría las 40 canciones ganadoras de Eurovisión favoritas de todos los tiempos según lo votado por los oyentes de Radio 2, y Let's Abba Party marcaría el vigésimo aniversario de la obra de teatro Mamma Mia!, con Nicki Chapman presentando un especial de dos horas con una mezcla de éxitos clásicos, versiones, grabaciones del reparto y las bandas sonoras de las películas.

#### San Marino
El público sanmarinense elegiría su canción ganadora de la edición a través de un cuestionario en la página web. Luego, el 15 de mayo a las 20:00 CET, los resultados serían revelados en Eurovision 2020: una serata in musica, presentado por los comentaristas Lia Fiorio y Gigi Restivo, un espacio que también contaría con vídeos de las canciones y con invitados. Así, el país más votado fue Italia.

#### Suecia
La SVT también prepararía dos programas especiales para que los espectadores pudieran votar por sus finalistas y por el que les habría gustado que fuera el ganador. Así, el 9 de mayo tendría lugar Inför ESC, presentado por David Sundin y Christer Björkman, donde serían presentadas las 41 canciones y se abriría un televoto a través de la aplicación del Melodifestivalen para elegir a las 25 favoritas del público. Estas serían discutidas por un panel de 12 personas formado por Baxter Renman, Tim Knapp-Johnson, Katrin Sundberg, Fredrick by Klercker, Linda Bengtzing, Ace Wilder, Sven Hallberg, Parisa Amiri, Johana Nordström y Titti Schultz.
Posteriormente, el 14 de mayo, se transmitiría Sveriges 12:a, con Sarah Dawn Finer, donde los espectadores volverían a votar para elegir a su ganador de entre los 25 finalistas del programa anterior. El 50% sería determinado por un jurado formado por Dotter, Charlotte Perrelli, Eric Saade, Frederik Kempe y Lina Hedlund. Además, habría actuaciones de todos los tiempos, destacando los momentos de las ediciones de Malmö 2013 y de Estocolmo 2016, y The Mamas tendrían la oportunidad de interpretar «Move». La canción favorita de la audiencia fue la de Islandia.
Igualmente, Sveriges Radio emitiría programas sobre el festival a través del canal P4 Musik. En ellos, los oyentes podrían disfrutar de éxitos de Eurovisión, entrevistas, noticias y comentarios de los presentadores.

#### Suiza
SRF, la televisión germanófona de Suiza, apostaría por un especial llamado Die Schweiz am ESC - Dramen, Siege, Emotionen de cara al 16 de mayo. En el documental se llevaría a cabo una retrospectiva sobre las participaciones del país alpino en Eurovisión, con especial hincapié en sus victorias en 1956 y 1988, además de, entre otras cosas, los preparativos, escenas detrás de las cámaras y entrevistas a Paola Felix, Sandra Studer, Peter Reber, Sven Epiney y Gjon's Tears.

#### Ucrania
UA:PBC programaría Pro shcho spivaye Yevropa (Про що співає Європа) del 4 al 15 de mayo a las 16:30 CEST con Timur Miroshnychenko. En él se mostraría a la audiencia ucraniana el mensaje de las 41 canciones que habían sido seleccionadas para la edición.
Por otro lado, Yevrobachennya Yevrobachenʹ (Євробачення Євробачень) repasaría la historia de Ucrania en el concurso y permitiría a los espectadores clasificar a sus representantes ucranianos favoritos desde 2004. El programa sería presentado también por Timur Miroshnychenko el 15 de mayo a las 20:45 CEST.
Por último, Radio Promin también transmitiría canciones de Eurovisión 2020 dos veces por hora, de 08:00 a 20:00, entre el 11 y el 15 de mayo. Las canciones irían precedidas de presentaciones del país, la canción y el artista.

### Fiestas previas y celebradas durante el festival

#### PrePartyES at Home
Como cada año desde 2017, el portal eurovisivo Eurovision-Spain organiza la PrePartyES, un evento celebrado en Madrid durante un fin de semana del mes de abril. En él, diversos concursantes del certamen anual actúan ante el público en directo para promocionar su candidatura. Tras su cancelación, los organizadores desarrollaron la PrePartyES at Home!, que se celebraría el 11 de abril a las 22:00 CET desde YouTube. Así, parte de los participantes de 2020 y otros invitados del mundo eurovisivo podrían interpretar sus canciones desde sus casas.
El evento, presentado por Blas Cantó, Barei, Krista Siegfrids y Víctor Escudero, contaría con la participación de Ben Dolic (Alemania), Montaigne (Australia), VAL (Bielorrusia), Victoria Georgieva (Bulgaria), Damir Kedžo (Croacia), Ana Soklič (Eslovenia), Lesley Roy (Irlanda), Diodato (Italia), Samanta Tīna (Letonia), The Roop (Lituania), Vasil Garvanliev (Macedonia del Norte), Natalia Gordienco (Moldavia), James Newman (Reino Unido), Benny Cristo (República Checa), Roxen (Rumanía), Senhit (San Marino), Hurricane (Serbia), The Mamas (Suecia), Gjon's Tears (Suiza) y Go_A (Ucrania). Asimismo, las invitadas serían Soraya Arnelas (España 2009), Lucía Pérez (España 2011), Zlata Ognevich (Ucrania 2013) y Melani García (España, Eurovisión Junior 2019).

#### The Wiwi Jam at Home
Cada año desde 2016, el blog británico especializado en el certamen, Wiwibloggs, organiza un concierto desde la ciudad sede durante la semana de Eurovisión. Así, el 13 de mayo de 2020, el evento se trasladaría a Internet y contaría con la participación de varios artistas, entre los que destacan Ben Dolic, Montaigne, Vincent Bueno, Athena Manoukian, Samira Efendi, Hooverphonic, VAL, Victoria Georgieva, Sandro Nicolas, Damir Kedžo, Ben & Tan, Aksel Kankaanranta, Tom Leeb, Stefania Liberakakis, Lesley Roy, Eden Alene, Diodato, Samanta Tīna, The Roop, Vasil Garvanliev, Destiny Chukunyere, Natalia Gordienco, Ulrikke Brandstorp, Jeangu Macrooy, Alicja Szemplińska, Roxen, Senhit, Hurricane, The Mamas, Gjon's Tears y Go_A. Además, habría invitados especiales de otras ediciones y preselecciones como Maruv, Slavko Kalezić, Aly Ryan, Michael Rice, Tamta, Krista Siegfrids, Sara de Blue, KEiiNO, Samra Rahimli, Oto Nemsadze, Francesca Michielin, AWS, Eleni Foureira, Blanche, Raylee, Dami Im, Serhat, Dana, Madame Monsieur, Ester Peony o Sirusho.

### OGAE
Como cada año, la Organización General de Amantes de Eurovisión llevaría a cabo su encuesta en la que los socios de sus 40 clubes, 39 de ellos repartidos entre los países participantes y uno para el resto del mundo, votan por su candidatura favorita del certamen. En esta ocasión, al tratarse de una situación excepcional, dichos socios participarían en calidad de jurado, mientras que las personas que se registraran antes del 4 de mayo conformarían el televoto. Cabe destacar que, del mismo modo que ocurre en el festival, las normas impedirían votar por la propuesta del propio país. Así, la propuesta de Lituania venció con 770 puntos (430 del jurado y 340 del televoto), seguida de Islandia con 634 puntos (304 del jurado y 330 del televoto) y Suiza con 620 puntos (297 del jurado y 323 del televoto).